# Llista d'asteroides (372001-373000)
Llista d'asteroides del 372.001 al 373.000, amb data de descoberta i descobridor. És un fragment de la llista d'asteroides completa. Als asteroides se'ls dona un número quan es confirma la seva òrbita, per tant apareixen llistats aproximadament segons la data de descobriment.

## 372001-372100
| Nom    | Designació provisional | Data de descobriment   | Lloc de descobriment | Descobridor/s        |
| ------ | ---------------------- | ---------------------- | -------------------- | -------------------- |
| 372001 | 2008 HL27              | 27 d'abril de 2008     | Kitt Peak            | Spacewatch           |
| 372002 | 2008 HN28              | 12 de febrer de 2008   | Mount Lemmon         | Mt. Lemmon Survey    |
| 372003 | 2008 HW44              | 28 de març de 2008     | Mount Lemmon         | Mt. Lemmon Survey    |
| 372004 | 2008 HP47              | 5 de març de 2008      | Mount Lemmon         | Mt. Lemmon Survey    |
| 372005 | 2008 JF5               | 30 de gener de 2008    | Mount Lemmon         | Mt. Lemmon Survey    |
| 372006 | 2008 JV8               | 5 de març de 2008      | Mount Lemmon         | Mt. Lemmon Survey    |
| 372007 | 2008 JW30              | 10 de gener de 2007    | Mount Lemmon         | Mt. Lemmon Survey    |
| 372008 | 2008 JM31              | 16 d'abril de 2008     | Mount Lemmon         | Mt. Lemmon Survey    |
| 372009 | 2008 JJ34              | 14 de maig de 2008     | Kitt Peak            | Spacewatch           |
| 372010 | 2008 JE38              | 5 de maig de 2008      | Kitt Peak            | Spacewatch           |
| 372011 | 2008 KJ12              | 26 de maig de 2008     | Kitt Peak            | Spacewatch           |
| 372012 | 2008 KN24              | 28 de maig de 2008     | Kitt Peak            | Spacewatch           |
| 372013 | 2008 KQ37              | 30 d'abril de 2008     | Mount Lemmon         | Mt. Lemmon Survey    |
| 372014 | 2008 LA7               | 3 de juny de 2008      | Kitt Peak            | Spacewatch           |
| 372015 | 2008 LX7               | 4 de juny de 2008      | Kitt Peak            | Spacewatch           |
| 372016 | 2008 LD13              | 28 de maig de 2008     | Mount Lemmon         | Mt. Lemmon Survey    |
| 372017 | 2008 LB16              | 10 de juny de 2008     | Kitt Peak            | Spacewatch           |
| 372018 | 2008 LU17              | 2 de juny de 2008      | Mount Lemmon         | Mt. Lemmon Survey    |
| 372019 | 2008 NS4               | 12 de juliol de 2008   | La Sagra             | OAM                  |
| 372020 | 2008 OC12              | 25 de juliol de 2008   | La Sagra             | OAM                  |
| 372021 | 2008 OQ13              | 26 de juliol de 2008   | Siding Spring        | Siding Spring Survey |
| 372022 | 2008 PK20              | 7 d'agost de 2008      | Kitt Peak            | Spacewatch           |
| 372023 | 2008 PU20              | 6 d'agost de 2008      | Siding Spring        | Siding Spring Survey |
| 372024 | 2008 QA3               | 24 d'agost de 2008     | Ishigakijima         | Ishigakijima         |
| 372025 | 2008 QX8               | 25 d'agost de 2008     | La Sagra             | OAM                  |
| 372026 | 2008 QV28              | 20 d'agost de 2008     | Tiki                 | N. Teamo             |
| 372027 | 2008 QU37              | 21 d'agost de 2008     | Kitt Peak            | Spacewatch           |
| 372028 | 2008 QC42              | 21 d'agost de 2008     | Kitt Peak            | Spacewatch           |
| 372029 | 2008 QB45              | 24 d'agost de 2008     | Kitt Peak            | Spacewatch           |
| 372030 | 2008 RT9               | 3 de setembre de 2008  | Kitt Peak            | Spacewatch           |
| 372031 | 2008 RV17              | 4 de setembre de 2008  | Kitt Peak            | Spacewatch           |
| 372032 | 2008 RW17              | 24 d'agost de 2008     | Kitt Peak            | Spacewatch           |
| 372033 | 2008 RJ18              | 4 de setembre de 2008  | Kitt Peak            | Spacewatch           |
| 372034 | 2008 RR22              | 5 de setembre de 2008  | Pla D'Arguines       | R. Ferrando          |
| 372035 | 2008 RP30              | 2 de setembre de 2008  | Kitt Peak            | Spacewatch           |
| 372036 | 2008 RS38              | 2 de setembre de 2008  | Kitt Peak            | Spacewatch           |
| 372037 | 2008 RC39              | 2 de setembre de 2008  | Kitt Peak            | Spacewatch           |
| 372038 | 2008 RC40              | 2 de setembre de 2008  | Kitt Peak            | Spacewatch           |
| 372039 | 2008 RZ40              | 2 de setembre de 2008  | Kitt Peak            | Spacewatch           |
| 372040 | 2008 RF43              | 2 de setembre de 2008  | Kitt Peak            | Spacewatch           |
| 372041 | 2008 RD65              | 4 de setembre de 2008  | Kitt Peak            | Spacewatch           |
| 372042 | 2008 RD68              | 4 de setembre de 2008  | Kitt Peak            | Spacewatch           |
| 372043 | 2008 RM74              | 6 de setembre de 2008  | Catalina             | CSS                  |
| 372044 | 2008 RS77              | 7 de setembre de 2008  | Mount Lemmon         | Mt. Lemmon Survey    |
| 372045 | 2008 RN80              | 3 de setembre de 2008  | Kitt Peak            | Spacewatch           |
| 372046 | 2008 RY88              | 5 de setembre de 2008  | Kitt Peak            | Spacewatch           |
| 372047 | 2008 RR89              | 5 de setembre de 2008  | Kitt Peak            | Spacewatch           |
| 372048 | 2008 RF90              | 5 de setembre de 2008  | Kitt Peak            | Spacewatch           |
| 372049 | 2008 RO92              | 6 de setembre de 2008  | Kitt Peak            | Spacewatch           |
| 372050 | 2008 RN96              | 7 de setembre de 2008  | Mount Lemmon         | Mt. Lemmon Survey    |
| 372051 | 2008 RS96              | 7 de setembre de 2008  | Mount Lemmon         | Mt. Lemmon Survey    |
| 372052 | 2008 RC97              | 7 de setembre de 2008  | Mount Lemmon         | Mt. Lemmon Survey    |
| 372053 | 2008 RX100             | 5 de setembre de 2008  | Kitt Peak            | Spacewatch           |
| 372054 | 2008 RB106             | 6 de setembre de 2008  | Mount Lemmon         | Mt. Lemmon Survey    |
| 372055 | 2008 RP106             | 7 de setembre de 2008  | Mount Lemmon         | Mt. Lemmon Survey    |
| 372056 | 2008 RU107             | 9 de setembre de 2008  | Mount Lemmon         | Mt. Lemmon Survey    |
| 372057 | 2008 RA109             | 2 de setembre de 2008  | Kitt Peak            | Spacewatch           |
| 372058 | 2008 RJ110             | 3 de setembre de 2008  | Kitt Peak            | Spacewatch           |
| 372059 | 2008 RR110             | 3 de setembre de 2008  | Kitt Peak            | Spacewatch           |
| 372060 | 2008 RG111             | 4 de setembre de 2008  | Kitt Peak            | Spacewatch           |
| 372061 | 2008 RZ114             | 6 de setembre de 2008  | Mount Lemmon         | Mt. Lemmon Survey    |
| 372062 | 2008 RJ123             | 6 de setembre de 2008  | Kitt Peak            | Spacewatch           |
| 372063 | 2008 RQ123             | 6 de setembre de 2008  | Kitt Peak            | Spacewatch           |
| 372064 | 2008 RK129             | 7 de setembre de 2008  | Mount Lemmon         | Mt. Lemmon Survey    |
| 372065 | 2008 RS129             | 7 de setembre de 2008  | Mount Lemmon         | Mt. Lemmon Survey    |
| 372066 | 2008 RR131             | 5 de setembre de 2008  | Kitt Peak            | Spacewatch           |
| 372067 | 2008 RH136             | 4 de setembre de 2008  | Socorro              | LINEAR               |
| 372068 | 2008 RJ141             | 7 d'agost de 2008      | Kitt Peak            | Spacewatch           |
| 372069 | 2008 RX142             | 2 de setembre de 2008  | Kitt Peak            | Spacewatch           |
| 372070 | 2008 SM                | 20 de setembre de 2008 | Kitt Peak            | Spacewatch           |
| 372071 | 2008 SP1               | 23 de setembre de 2008 | Catalina             | CSS                  |
| 372072 | 2008 SH11              | 22 de setembre de 2008 | Calvin-Rehoboth      | Calvin College       |
| 372073 | 2008 SZ11              | 23 de setembre de 2008 | Catalina             | CSS                  |
| 372074 | 2008 SL26              | 19 de setembre de 2008 | Kitt Peak            | Spacewatch           |
| 372075 | 2008 SW27              | 19 de setembre de 2008 | Kitt Peak            | Spacewatch           |
| 372076 | 2008 SE28              | 19 de setembre de 2008 | Kitt Peak            | Spacewatch           |
| 372077 | 2008 SW32              | 20 de setembre de 2008 | Kitt Peak            | Spacewatch           |
| 372078 | 2008 SC33              | 20 de setembre de 2008 | Mount Lemmon         | Mt. Lemmon Survey    |
| 372079 | 2008 SP34              | 20 de setembre de 2008 | Kitt Peak            | Spacewatch           |
| 372080 | 2008 SD36              | 20 de setembre de 2008 | Kitt Peak            | Spacewatch           |
| 372081 | 2008 SF40              | 20 de setembre de 2008 | Kitt Peak            | Spacewatch           |
| 372082 | 2008 SK40              | 20 de setembre de 2008 | Kitt Peak            | Spacewatch           |
| 372083 | 2008 SO50              | 24 d'agost de 2008     | Kitt Peak            | Spacewatch           |
| 372084 | 2008 SQ52              | 20 de setembre de 2008 | Mount Lemmon         | Mt. Lemmon Survey    |
| 372085 | 2008 SR52              | 20 de setembre de 2008 | Mount Lemmon         | Mt. Lemmon Survey    |
| 372086 | 2008 SS53              | 20 de setembre de 2008 | Mount Lemmon         | Mt. Lemmon Survey    |
| 372087 | 2008 SY53              | 20 de setembre de 2008 | Mount Lemmon         | Mt. Lemmon Survey    |
| 372088 | 2008 SJ57              | 20 de setembre de 2008 | Mount Lemmon         | Mt. Lemmon Survey    |
| 372089 | 2008 SU65              | 21 de setembre de 2008 | Mount Lemmon         | Mt. Lemmon Survey    |
| 372090 | 2008 SV65              | 21 de setembre de 2008 | Mount Lemmon         | Mt. Lemmon Survey    |
| 372091 | 2008 SP75              | 23 de setembre de 2008 | Mount Lemmon         | Mt. Lemmon Survey    |
| 372092 | 2008 SZ89              | 21 de setembre de 2008 | Kitt Peak            | Spacewatch           |
| 372093 | 2008 SB90              | 21 de setembre de 2008 | Kitt Peak            | Spacewatch           |
| 372094 | 2008 SV93              | 21 de setembre de 2008 | Kitt Peak            | Spacewatch           |
| 372095 | 2008 SC94              | 21 de setembre de 2008 | Kitt Peak            | Spacewatch           |
| 372096 | 2008 SC97              | 21 de setembre de 2008 | Kitt Peak            | Spacewatch           |
| 372097 | 2008 SL97              | 21 de setembre de 2008 | Kitt Peak            | Spacewatch           |
| 372098 | 2008 SV100             | 21 de setembre de 2008 | Kitt Peak            | Spacewatch           |
| 372099 | 2008 ST102             | 21 de setembre de 2008 | Mount Lemmon         | Mt. Lemmon Survey    |
| 372100 | 2008 SL104             | 21 de setembre de 2008 | Kitt Peak            | Spacewatch           |

## 372101-372200
| Nom    | Designació provisional | Data de descobriment   | Lloc de descobriment | Descobridor/s     |
| ------ | ---------------------- | ---------------------- | -------------------- | ----------------- |
| 372101 | 2008 SA105             | 21 de setembre de 2008 | Kitt Peak            | Spacewatch        |
| 372102 | 2008 SR119             | 22 de setembre de 2008 | Mount Lemmon         | Mt. Lemmon Survey |
| 372103 | 2008 SK120             | 22 de setembre de 2008 | Mount Lemmon         | Mt. Lemmon Survey |
| 372104 | 2008 SZ122             | 22 de setembre de 2008 | Mount Lemmon         | Mt. Lemmon Survey |
| 372105 | 2008 SK128             | 22 de setembre de 2008 | Kitt Peak            | Spacewatch        |
| 372106 | 2008 ST128             | 22 de setembre de 2008 | Kitt Peak            | Spacewatch        |
| 372107 | 2008 SJ129             | 22 de setembre de 2008 | Kitt Peak            | Spacewatch        |
| 372108 | 2008 SK129             | 22 de setembre de 2008 | Kitt Peak            | Spacewatch        |
| 372109 | 2008 SX129             | 22 de setembre de 2008 | Kitt Peak            | Spacewatch        |
| 372110 | 2008 SG131             | 22 de setembre de 2008 | Kitt Peak            | Spacewatch        |
| 372111 | 2008 SR132             | 22 de setembre de 2008 | Kitt Peak            | Spacewatch        |
| 372112 | 2008 SU132             | 22 de setembre de 2008 | Kitt Peak            | Spacewatch        |
| 372113 | 2008 SM134             | 23 de setembre de 2008 | Kitt Peak            | Spacewatch        |
| 372114 | 2008 SP136             | 23 de setembre de 2008 | Kitt Peak            | Spacewatch        |
| 372115 | 2008 SF142             | 24 de setembre de 2008 | Mount Lemmon         | Mt. Lemmon Survey |
| 372116 | 2008 SM145             | 20 de setembre de 2008 | Kitt Peak            | Spacewatch        |
| 372117 | 2008 SV146             | 23 de setembre de 2008 | Catalina             | CSS               |
| 372118 | 2008 SE161             | 24 d'agost de 2008     | Kitt Peak            | Spacewatch        |
| 372119 | 2008 SB162             | 28 de setembre de 2008 | Socorro              | LINEAR            |
| 372120 | 2008 SY164             | 28 de setembre de 2008 | Socorro              | LINEAR            |
| 372121 | 2008 SM167             | 28 de setembre de 2008 | Socorro              | LINEAR            |
| 372122 | 2008 SV169             | 21 de setembre de 2008 | Mount Lemmon         | Mt. Lemmon Survey |
| 372123 | 2008 SZ179             | 24 de setembre de 2008 | Kitt Peak            | Spacewatch        |
| 372124 | 2008 SJ180             | 24 de setembre de 2008 | Kitt Peak            | Spacewatch        |
| 372125 | 2008 SF182             | 24 de setembre de 2008 | Mount Lemmon         | Mt. Lemmon Survey |
| 372126 | 2008 SA193             | 25 de setembre de 2008 | Kitt Peak            | Spacewatch        |
| 372127 | 2008 SY196             | 25 de setembre de 2008 | Kitt Peak            | Spacewatch        |
| 372128 | 2008 SA198             | 25 de setembre de 2008 | Kitt Peak            | Spacewatch        |
| 372129 | 2008 SC198             | 25 de setembre de 2008 | Kitt Peak            | Spacewatch        |
| 372130 | 2008 ST206             | 26 de setembre de 2008 | Kitt Peak            | Spacewatch        |
| 372131 | 2008 SC220             | 30 de setembre de 2008 | La Sagra             | OAM               |
| 372132 | 2008 SE226             | 26 de setembre de 2008 | Kitt Peak            | Spacewatch        |
| 372133 | 2008 SE236             | 29 de setembre de 2008 | Kitt Peak            | Spacewatch        |
| 372134 | 2008 SN237             | 29 de setembre de 2008 | Mount Lemmon         | Mt. Lemmon Survey |
| 372135 | 2008 SF240             | 29 de setembre de 2008 | Kitt Peak            | Spacewatch        |
| 372136 | 2008 SP241             | 4 de setembre de 2008  | Kitt Peak            | Spacewatch        |
| 372137 | 2008 SH243             | 29 de setembre de 2008 | Kitt Peak            | Spacewatch        |
| 372138 | 2008 SG244             | 24 de setembre de 2008 | Kitt Peak            | Spacewatch        |
| 372139 | 2008 SQ248             | 21 de setembre de 2008 | Kitt Peak            | Spacewatch        |
| 372140 | 2008 SW249             | 23 de setembre de 2008 | Kitt Peak            | Spacewatch        |
| 372141 | 2008 SA253             | 21 de setembre de 2008 | Kitt Peak            | Spacewatch        |
| 372142 | 2008 SV256             | 21 de setembre de 2008 | Catalina             | CSS               |
| 372143 | 2008 SP261             | 23 de setembre de 2008 | Kitt Peak            | Spacewatch        |
| 372144 | 2008 SH265             | 27 de setembre de 2008 | Mount Lemmon         | Mt. Lemmon Survey |
| 372145 | 2008 SR265             | 29 de setembre de 2008 | Catalina             | CSS               |
| 372146 | 2008 SH267             | 23 de setembre de 2008 | Catalina             | CSS               |
| 372147 | 2008 SQ267             | 23 de setembre de 2008 | Kitt Peak            | Spacewatch        |
| 372148 | 2008 SQ271             | 29 de setembre de 2008 | Mount Lemmon         | Mt. Lemmon Survey |
| 372149 | 2008 SU273             | 19 de setembre de 2008 | Kitt Peak            | Spacewatch        |
| 372150 | 2008 SJ279             | 19 de setembre de 2008 | Kitt Peak            | Spacewatch        |
| 372151 | 2008 SQ282             | 23 de setembre de 2008 | Kitt Peak            | Spacewatch        |
| 372152 | 2008 SV284             | 24 de setembre de 2008 | Kitt Peak            | Spacewatch        |
| 372153 | 2008 SD289             | 25 de setembre de 2008 | Kitt Peak            | Spacewatch        |
| 372154 | 2008 SG293             | 30 de setembre de 2008 | Catalina             | CSS               |
| 372155 | 2008 SM293             | 24 de setembre de 2008 | Mount Lemmon         | Mt. Lemmon Survey |
| 372156 | 2008 SK297             | 30 de setembre de 2008 | Catalina             | CSS               |
| 372157 | 2008 SC308             | 29 de setembre de 2008 | Mount Lemmon         | Mt. Lemmon Survey |
| 372158 | 2008 SL309             | 27 de setembre de 2008 | Mount Lemmon         | Mt. Lemmon Survey |
| 372159 | 2008 SF310             | 29 de setembre de 2008 | Mount Lemmon         | Mt. Lemmon Survey |
| 372160 | 2008 TP1               | 4 de setembre de 2008  | Kitt Peak            | Spacewatch        |
| 372161 | 2008 TB3               | 3 d'octubre de 2008    | Sandlot              | G. Hug            |
| 372162 | 2008 TZ5               | 3 d'octubre de 2008    | La Sagra             | OAM               |
| 372163 | 2008 TT8               | 6 d'octubre de 2008    | Junk Bond            | D. Healy          |
| 372164 | 2008 TV13              | 1 d'octubre de 2008    | Mount Lemmon         | Mt. Lemmon Survey |
| 372165 | 2008 TZ13              | 1 d'octubre de 2008    | Mount Lemmon         | Mt. Lemmon Survey |
| 372166 | 2008 TG16              | 1 d'octubre de 2008    | Mount Lemmon         | Mt. Lemmon Survey |
| 372167 | 2008 TF24              | 2 d'octubre de 2008    | Catalina             | CSS               |
| 372168 | 2008 TO34              | 1 d'octubre de 2008    | Kitt Peak            | Spacewatch        |
| 372169 | 2008 TL38              | 1 d'octubre de 2008    | Catalina             | CSS               |
| 372170 | 2008 TL42              | 1 d'octubre de 2008    | Mount Lemmon         | Mt. Lemmon Survey |
| 372171 | 2008 TE46              | 1 d'octubre de 2008    | Kitt Peak            | Spacewatch        |
| 372172 | 2008 TH51              | 2 d'octubre de 2008    | Kitt Peak            | Spacewatch        |
| 372173 | 2008 TN53              | 6 de febrer de 2006    | Kitt Peak            | Spacewatch        |
| 372174 | 2008 TB55              | 2 d'octubre de 2008    | Kitt Peak            | Spacewatch        |
| 372175 | 2008 TX55              | 9 de setembre de 2008  | Mount Lemmon         | Mt. Lemmon Survey |
| 372176 | 2008 TW57              | 2 d'octubre de 2008    | Kitt Peak            | Spacewatch        |
| 372177 | 2008 TB63              | 2 d'octubre de 2008    | Kitt Peak            | Spacewatch        |
| 372178 | 2008 TD63              | 2 d'octubre de 2008    | Catalina             | CSS               |
| 372179 | 2008 TZ63              | 2 d'octubre de 2008    | Kitt Peak            | Spacewatch        |
| 372180 | 2008 TP66              | 2 d'octubre de 2008    | Kitt Peak            | Spacewatch        |
| 372181 | 2008 TW73              | 2 d'octubre de 2008    | Kitt Peak            | Spacewatch        |
| 372182 | 2008 TS77              | 2 d'octubre de 2008    | Mount Lemmon         | Mt. Lemmon Survey |
| 372183 | 2008 TA80              | 2 d'octubre de 2008    | Mount Lemmon         | Mt. Lemmon Survey |
| 372184 | 2008 TB84              | 3 d'octubre de 2008    | Kitt Peak            | Spacewatch        |
| 372185 | 2008 TB85              | 3 d'octubre de 2008    | Mount Lemmon         | Mt. Lemmon Survey |
| 372186 | 2008 TV85              | 3 d'octubre de 2008    | Mount Lemmon         | Mt. Lemmon Survey |
| 372187 | 2008 TY85              | 3 d'octubre de 2008    | Mount Lemmon         | Mt. Lemmon Survey |
| 372188 | 2008 TR89              | 3 d'octubre de 2008    | Kitt Peak            | Spacewatch        |
| 372189 | 2008 TS89              | 3 d'octubre de 2008    | Kitt Peak            | Spacewatch        |
| 372190 | 2008 TT98              | 6 d'octubre de 2008    | Kitt Peak            | Spacewatch        |
| 372191 | 2008 TC99              | 6 d'octubre de 2008    | Kitt Peak            | Spacewatch        |
| 372192 | 2008 TX105             | 6 d'octubre de 2008    | Kitt Peak            | Spacewatch        |
| 372193 | 2008 TU106             | 6 d'octubre de 2008    | Mount Lemmon         | Mt. Lemmon Survey |
| 372194 | 2008 TZ110             | 6 d'octubre de 2008    | Catalina             | CSS               |
| 372195 | 2008 TS123             | 8 d'octubre de 2008    | Mount Lemmon         | Mt. Lemmon Survey |
| 372196 | 2008 TX127             | 8 d'octubre de 2008    | Mount Lemmon         | Mt. Lemmon Survey |
| 372197 | 2008 TN130             | 8 d'octubre de 2008    | Mount Lemmon         | Mt. Lemmon Survey |
| 372198 | 2008 TC131             | 23 de setembre de 2008 | Kitt Peak            | Spacewatch        |
| 372199 | 2008 TM133             | 10 de setembre de 2008 | Kitt Peak            | Spacewatch        |
| 372200 | 2008 TA142             | 9 d'octubre de 2008    | Mount Lemmon         | Mt. Lemmon Survey |

## 372201-372300
| Nom    | Designació provisional | Data de descobriment   | Lloc de descobriment | Descobridor/s     |
| ------ | ---------------------- | ---------------------- | -------------------- | ----------------- |
| 372201 | 2008 TE143             | 9 d'octubre de 2008    | Mount Lemmon         | Mt. Lemmon Survey |
| 372202 | 2008 TZ143             | 9 d'octubre de 2008    | Mount Lemmon         | Mt. Lemmon Survey |
| 372203 | 2008 TD148             | 9 d'octubre de 2008    | Mount Lemmon         | Mt. Lemmon Survey |
| 372204 | 2008 TJ152             | 3 de setembre de 2008  | Kitt Peak            | Spacewatch        |
| 372205 | 2008 TO154             | 9 d'octubre de 2008    | Mount Lemmon         | Mt. Lemmon Survey |
| 372206 | 2008 TD158             | 5 d'octubre de 2008    | La Sagra             | OAM               |
| 372207 | 2008 TT160             | 2 d'octubre de 2008    | Kitt Peak            | Spacewatch        |
| 372208 | 2008 TC163             | 1 d'octubre de 2008    | Catalina             | CSS               |
| 372209 | 2008 TT169             | 7 d'octubre de 2008    | Kitt Peak            | Spacewatch        |
| 372210 | 2008 TB170             | 8 d'octubre de 2008    | Catalina             | CSS               |
| 372211 | 2008 TV173             | 1 d'octubre de 2008    | Catalina             | CSS               |
| 372212 | 2008 TR177             | 2 d'octubre de 2008    | Catalina             | CSS               |
| 372213 | 2008 TY189             | 10 d'octubre de 2008   | Socorro              | LINEAR            |
| 372214 | 2008 UM2               | 23 d'octubre de 2008   | Desert Moon          | B. L. Stevens     |
| 372215 | 2008 UU11              | 17 d'octubre de 2008   | Kitt Peak            | Spacewatch        |
| 372216 | 2008 UH12              | 17 d'octubre de 2008   | Kitt Peak            | Spacewatch        |
| 372217 | 2008 UR12              | 2 de setembre de 2008  | Kitt Peak            | Spacewatch        |
| 372218 | 2008 UA22              | 19 d'octubre de 2008   | Kitt Peak            | Spacewatch        |
| 372219 | 2008 UN29              | 20 d'octubre de 2008   | Kitt Peak            | Spacewatch        |
| 372220 | 2008 UJ32              | 20 d'octubre de 2008   | Kitt Peak            | Spacewatch        |
| 372221 | 2008 UQ33              | 20 d'octubre de 2008   | Mount Lemmon         | Mt. Lemmon Survey |
| 372222 | 2008 UL36              | 20 d'octubre de 2008   | Kitt Peak            | Spacewatch        |
| 372223 | 2008 UA46              | 20 d'octubre de 2008   | Kitt Peak            | Spacewatch        |
| 372224 | 2008 US50              | 25 de setembre de 2008 | Kitt Peak            | Spacewatch        |
| 372225 | 2008 UB57              | 21 d'octubre de 2008   | Kitt Peak            | Spacewatch        |
| 372226 | 2008 UB66              | 21 d'octubre de 2008   | Kitt Peak            | Spacewatch        |
| 372227 | 2008 UJ71              | 21 d'octubre de 2008   | Mount Lemmon         | Mt. Lemmon Survey |
| 372228 | 2008 UL77              | 21 d'octubre de 2008   | Kitt Peak            | Spacewatch        |
| 372229 | 2008 UT79              | 22 d'octubre de 2008   | Kitt Peak            | Spacewatch        |
| 372230 | 2008 UO80              | 22 d'octubre de 2008   | Kitt Peak            | Spacewatch        |
| 372231 | 2008 UG86              | 23 d'octubre de 2008   | Kitt Peak            | Spacewatch        |
| 372232 | 2008 UR91              | 28 d'octubre de 2008   | Wrightwood           | J. W. Young       |
| 372233 | 2008 UF100             | 27 d'octubre de 2008   | Bisei SG Center      | BATTeRS           |
| 372234 | 2008 UC107             | 21 d'octubre de 2008   | Kitt Peak            | Spacewatch        |
| 372235 | 2008 UU111             | 22 d'octubre de 2008   | Kitt Peak            | Spacewatch        |
| 372236 | 2008 UL116             | 22 d'octubre de 2008   | Kitt Peak            | Spacewatch        |
| 372237 | 2008 UT117             | 22 d'octubre de 2008   | Kitt Peak            | Spacewatch        |
| 372238 | 2008 UY120             | 22 d'octubre de 2008   | Kitt Peak            | Spacewatch        |
| 372239 | 2008 UF122             | 22 d'octubre de 2008   | Kitt Peak            | Spacewatch        |
| 372240 | 2008 UG124             | 22 d'octubre de 2008   | Kitt Peak            | Spacewatch        |
| 372241 | 2008 UV124             | 22 d'octubre de 2008   | Kitt Peak            | Spacewatch        |
| 372242 | 2008 UV125             | 22 d'octubre de 2008   | Kitt Peak            | Spacewatch        |
| 372243 | 2008 US133             | 23 d'octubre de 2008   | Kitt Peak            | Spacewatch        |
| 372244 | 2008 UL137             | 23 d'octubre de 2008   | Kitt Peak            | Spacewatch        |
| 372245 | 2008 UY139             | 22 de setembre de 2008 | Mount Lemmon         | Mt. Lemmon Survey |
| 372246 | 2008 UP142             | 23 d'octubre de 2008   | Kitt Peak            | Spacewatch        |
| 372247 | 2008 UE151             | 23 d'octubre de 2008   | Kitt Peak            | Spacewatch        |
| 372248 | 2008 UX155             | 23 d'octubre de 2008   | Kitt Peak            | Spacewatch        |
| 372249 | 2008 UG158             | 23 d'octubre de 2008   | Mount Lemmon         | Mt. Lemmon Survey |
| 372250 | 2008 UT159             | 23 d'octubre de 2008   | Kitt Peak            | Spacewatch        |
| 372251 | 2008 UW161             | 24 d'octubre de 2008   | Kitt Peak            | Spacewatch        |
| 372252 | 2008 UL162             | 24 d'octubre de 2008   | Kitt Peak            | Spacewatch        |
| 372253 | 2008 UU182             | 24 d'octubre de 2008   | Mount Lemmon         | Mt. Lemmon Survey |
| 372254 | 2008 UL189             | 25 d'octubre de 2008   | Mount Lemmon         | Mt. Lemmon Survey |
| 372255 | 2008 UF192             | 25 d'octubre de 2008   | Catalina             | CSS               |
| 372256 | 2008 UX208             | 23 d'octubre de 2008   | Kitt Peak            | Spacewatch        |
| 372257 | 2008 UX209             | 23 d'octubre de 2008   | Kitt Peak            | Spacewatch        |
| 372258 | 2008 UG216             | 24 d'octubre de 2008   | Kitt Peak            | Spacewatch        |
| 372259 | 2008 US220             | 25 d'octubre de 2008   | Kitt Peak            | Spacewatch        |
| 372260 | 2008 UJ236             | 26 d'octubre de 2008   | Kitt Peak            | Spacewatch        |
| 372261 | 2008 UL242             | 26 d'octubre de 2008   | Mount Lemmon         | Mt. Lemmon Survey |
| 372262 | 2008 UK245             | 26 d'octubre de 2008   | Kitt Peak            | Spacewatch        |
| 372263 | 2008 UX253             | 27 d'octubre de 2008   | Kitt Peak            | Spacewatch        |
| 372264 | 2008 UE254             | 27 d'octubre de 2008   | Kitt Peak            | Spacewatch        |
| 372265 | 2008 UA258             | 27 d'octubre de 2008   | Kitt Peak            | Spacewatch        |
| 372266 | 2008 UM277             | 22 de setembre de 2008 | Kitt Peak            | Spacewatch        |
| 372267 | 2008 UF282             | 28 d'octubre de 2008   | Kitt Peak            | Spacewatch        |
| 372268 | 2008 UR285             | 28 d'octubre de 2008   | Mount Lemmon         | Mt. Lemmon Survey |
| 372269 | 2008 UQ292             | 7 d'octubre de 1999    | Socorro              | LINEAR            |
| 372270 | 2008 UW296             | 29 d'octubre de 2008   | Kitt Peak            | Spacewatch        |
| 372271 | 2008 UC304             | 29 d'octubre de 2008   | Mount Lemmon         | Mt. Lemmon Survey |
| 372272 | 2008 UG307             | 30 d'octubre de 2008   | Kitt Peak            | Spacewatch        |
| 372273 | 2008 UN310             | 30 d'octubre de 2008   | Catalina             | CSS               |
| 372274 | 2008 UH324             | 31 d'octubre de 2008   | Mount Lemmon         | Mt. Lemmon Survey |
| 372275 | 2008 UG331             | 31 d'octubre de 2008   | Mount Lemmon         | Mt. Lemmon Survey |
| 372276 | 2008 UQ337             | 19 d'octubre de 2008   | Kitt Peak            | Spacewatch        |
| 372277 | 2008 UK341             | 25 d'octubre de 2008   | Mount Lemmon         | Mt. Lemmon Survey |
| 372278 | 2008 UF343             | 22 d'octubre de 2008   | Kitt Peak            | Spacewatch        |
| 372279 | 2008 UQ343             | 20 d'octubre de 2008   | Mount Lemmon         | Mt. Lemmon Survey |
| 372280 | 2008 UH345             | 31 d'octubre de 2008   | Kitt Peak            | Spacewatch        |
| 372281 | 2008 UZ350             | 25 d'octubre de 2008   | Mount Lemmon         | Mt. Lemmon Survey |
| 372282 | 2008 UW351             | 26 d'octubre de 2008   | Mount Lemmon         | Mt. Lemmon Survey |
| 372283 | 2008 UN352             | 26 d'octubre de 2008   | Mount Lemmon         | Mt. Lemmon Survey |
| 372284 | 2008 UZ360             | 23 d'octubre de 2008   | Kitt Peak            | Spacewatch        |
| 372285 | 2008 UF361             | 26 d'octubre de 2008   | Catalina             | CSS               |
| 372286 | 2008 UN368             | 24 d'octubre de 2008   | Kitt Peak            | Spacewatch        |
| 372287 | 2008 UU368             | 26 d'octubre de 2008   | Mount Lemmon         | Mt. Lemmon Survey |
| 372288 | 2008 VU1               | 2 de novembre de 2008  | Socorro              | LINEAR            |
| 372289 | 2008 VL3               | 3 de novembre de 2008  | Socorro              | LINEAR            |
| 372290 | 2008 VN5               | 1 de novembre de 2008  | Mount Lemmon         | Mt. Lemmon Survey |
| 372291 | 2008 VM8               | 2 de novembre de 2008  | Mount Lemmon         | Mt. Lemmon Survey |
| 372292 | 2008 VQ17              | 1 de novembre de 2008  | Kitt Peak            | Spacewatch        |
| 372293 | 2008 VR24              | 1 de novembre de 2008  | Kitt Peak            | Spacewatch        |
| 372294 | 2008 VE25              | 8 d'octubre de 2008    | Kitt Peak            | Spacewatch        |
| 372295 | 2008 VN38              | 2 de novembre de 2008  | Kitt Peak            | Spacewatch        |
| 372296 | 2008 VD54              | 6 de novembre de 2008  | Kitt Peak            | Spacewatch        |
| 372297 | 2008 VF57              | 6 de novembre de 2008  | Mount Lemmon         | Mt. Lemmon Survey |
| 372298 | 2008 VQ59              | 7 de novembre de 2008  | Catalina             | CSS               |
| 372299 | 2008 VN73              | 6 de novembre de 2008  | Mount Lemmon         | Mt. Lemmon Survey |
| 372300 | 2008 VU77              | 6 de novembre de 2008  | Mount Lemmon         | Mt. Lemmon Survey |

## 372301-372400
| Nom    | Designació provisional | Data de descobriment   | Lloc de descobriment | Descobridor/s          |
| ------ | ---------------------- | ---------------------- | -------------------- | ---------------------- |
| 372301 | 2008 WA12              | 31 d'octubre de 2008   | Kitt Peak            | Spacewatch             |
| 372302 | 2008 WO15              | 9 de novembre de 2008  | Mount Lemmon         | Mt. Lemmon Survey      |
| 372303 | 2008 WT58              | 21 de novembre de 2008 | Kitt Peak            | Spacewatch             |
| 372304 | 2008 WP60              | 22 de novembre de 2008 | Hibiscus             | N. Teamo               |
| 372305 | 2008 WO61              | 20 de novembre de 2008 | Vicques              | M. Ory                 |
| 372306 | 2008 WB63              | 20 de novembre de 2008 | Socorro              | LINEAR                 |
| 372307 | 2008 WR66              | 18 de novembre de 2008 | Kitt Peak            | Spacewatch             |
| 372308 | 2008 WT67              | 18 de novembre de 2008 | Kitt Peak            | Spacewatch             |
| 372309 | 2008 WW88              | 21 de novembre de 2008 | Kitt Peak            | Spacewatch             |
| 372310 | 2008 WR94              | 29 de novembre de 2008 | Mayhill              | A. Lowe                |
| 372311 | 2008 WM107             | 30 de novembre de 2008 | Catalina             | CSS                    |
| 372312 | 2008 WL111             | 30 de novembre de 2008 | Kitt Peak            | Spacewatch             |
| 372313 | 2008 WT111             | 30 de novembre de 2008 | Kitt Peak            | Spacewatch             |
| 372314 | 2008 WN135             | 18 de novembre de 2008 | Kitt Peak            | Spacewatch             |
| 372315 | 2008 WT140             | 19 de novembre de 2008 | Catalina             | CSS                    |
| 372316 | 2008 XM3               | 2 de desembre de 2008  | Socorro              | LINEAR                 |
| 372317 | 2008 XS14              | 1 de desembre de 2008  | Kitt Peak            | Spacewatch             |
| 372318 | 2008 XC35              | 2 de desembre de 2008  | Kitt Peak            | Spacewatch             |
| 372319 | 2008 XP47              | 4 de desembre de 2008  | Kitt Peak            | Spacewatch             |
| 372320 | 2008 XL52              | 1 de desembre de 2008  | Socorro              | LINEAR                 |
| 372321 | 2008 YR3               | 21 de desembre de 2008 | Dauban               | F. Kugel               |
| 372322 | 2008 YD9               | 23 de desembre de 2008 | Dauban               | F. Kugel               |
| 372323 | 2008 YO12              | 19 de novembre de 2008 | Mount Lemmon         | Mt. Lemmon Survey      |
| 372324 | 2008 YN23              | 20 de desembre de 2008 | La Sagra             | OAM                    |
| 372325 | 2009 AV15              | 21 de desembre de 2008 | Catalina             | CSS                    |
| 372326 | 2009 AN46              | 1 de gener de 2009     | Mount Lemmon         | Mt. Lemmon Survey      |
| 372327 | 2009 BQ14              | 16 de gener de 2009    | Kitt Peak            | Spacewatch             |
| 372328 | 2009 BH68              | 31 de desembre de 2008 | Mount Lemmon         | Mt. Lemmon Survey      |
| 372329 | 2009 BL75              | 23 de gener de 2009    | Purple Mountain      | PMO NEO Survey Program |
| 372330 | 2009 BW76              | 28 de gener de 2009    | Catalina             | CSS                    |
| 372331 | 2009 BU142             | 30 de gener de 2009    | Kitt Peak            | Spacewatch             |
| 372332 | 2009 BY178             | 31 de gener de 2009    | Mount Lemmon         | Mt. Lemmon Survey      |
| 372333 | 2009 CS24              | 1 de febrer de 2009    | Kitt Peak            | Spacewatch             |
| 372334 | 2009 CK53              | 30 de desembre de 2008 | Catalina             | CSS                    |
| 372335 | 2009 DJ4               | 4 de febrer de 2009    | Catalina             | CSS                    |
| 372336 | 2009 DQ13              | 16 de febrer de 2009   | Kitt Peak            | Spacewatch             |
| 372337 | 2009 DF82              | 24 de febrer de 2009   | Kitt Peak            | Spacewatch             |
| 372338 | 2009 DQ82              | 24 de febrer de 2009   | Kitt Peak            | Spacewatch             |
| 372339 | 2009 DS82              | 24 de febrer de 2009   | Kitt Peak            | Spacewatch             |
| 372340 | 2009 DY93              | 28 de febrer de 2009   | Mount Lemmon         | Mt. Lemmon Survey      |
| 372341 | 2009 DG94              | 28 de febrer de 2009   | Mount Lemmon         | Mt. Lemmon Survey      |
| 372342 | 2009 DF97              | 26 de febrer de 2009   | Kitt Peak            | Spacewatch             |
| 372343 | 2009 EL25              | 3 de març de 2009      | Kitt Peak            | Spacewatch             |
| 372344 | 2009 EG28              | 1 de març de 2009      | Mount Lemmon         | Mt. Lemmon Survey      |
| 372345 | 2009 FG21              | 21 de març de 2009     | Mount Lemmon         | Mt. Lemmon Survey      |
| 372346 | 2009 FA23              | 19 de març de 2009     | Bergisch Gladbac     | W. Bickel              |
| 372347 | 2009 FK31              | 25 de març de 2009     | La Sagra             | OAM                    |
| 372348 | 2009 FS36              | 26 de març de 2009     | Mount Lemmon         | Mt. Lemmon Survey      |
| 372349 | 2009 FF46              | 23 de març de 2009     | XuYi                 | PMO NEO Survey Program |
| 372350 | 2009 FT47              | 16 de març de 2009     | Kitt Peak            | Spacewatch             |
| 372351 | 2009 FV66              | 24 de març de 2009     | Kitt Peak            | Spacewatch             |
| 372352 | 2009 FA71              | 28 de març de 2009     | Kitt Peak            | Spacewatch             |
| 372353 | 2009 FG71              | 29 de març de 2009     | Kitt Peak            | Spacewatch             |
| 372354 | 2009 FD74              | 31 de març de 2009     | Kitt Peak            | Spacewatch             |
| 372355 | 2009 HL1               | 17 d'abril de 2009     | Catalina             | CSS                    |
| 372356 | 2009 HY5               | 29 de març de 2009     | Kitt Peak            | Spacewatch             |
| 372357 | 2009 HZ13              | 24 de març de 2009     | Mount Lemmon         | Mt. Lemmon Survey      |
| 372358 | 2009 HR21              | 16 d'abril de 2009     | Catalina             | CSS                    |
| 372359 | 2009 HN29              | 19 d'abril de 2009     | Kitt Peak            | Spacewatch             |
| 372360 | 2009 HX42              | 20 d'abril de 2009     | Kitt Peak            | Spacewatch             |
| 372361 | 2009 HC47              | 30 de setembre de 2003 | Kitt Peak            | Spacewatch             |
| 372362 | 2009 HK77              | 21 d'abril de 2009     | La Sagra             | OAM                    |
| 372363 | 2009 HX93              | 30 d'abril de 2009     | Kitt Peak            | Spacewatch             |
| 372364 | 2009 HE102             | 20 d'abril de 2009     | Mount Lemmon         | Mt. Lemmon Survey      |
| 372365 | 2009 JH2               | 2 de març de 2009      | Mount Lemmon         | Mt. Lemmon Survey      |
| 372366 | 2009 JQ6               | 13 de maig de 2009     | Mount Lemmon         | Mt. Lemmon Survey      |
| 372367 | 2009 KP7               | 21 de maig de 2009     | Cerro Burek          | Cerro Burek            |
| 372368 | 2009 KR20              | 29 de maig de 2009     | Mount Lemmon         | Mt. Lemmon Survey      |
| 372369 | 2009 LC                | 2 de juny de 2009      | La Sagra             | OAM                    |
| 372370 | 2009 LM1               | 12 de juny de 2009     | Kitt Peak            | Spacewatch             |
| 372371 | 2009 MK                | 28 de maig de 2009     | Mount Lemmon         | Mt. Lemmon Survey      |
| 372372 | 2009 OO4               | 19 de juliol de 2009   | La Sagra             | OAM                    |
| 372373 | 2009 OV4               | 21 de juliol de 2009   | La Sagra             | OAM                    |
| 372374 | 2009 OK21              | 25 de juliol de 2009   | La Sagra             | OAM                    |
| 372375 | 2009 OJ22              | 28 de juliol de 2009   | La Sagra             | OAM                    |
| 372376 | 2009 OC25              | 2 de març de 2008      | Kitt Peak            | Spacewatch             |
| 372377 | 2009 PN4               | 14 d'agost de 2009     | La Sagra             | OAM                    |
| 372378 | 2009 PP4               | 14 d'agost de 2009     | La Sagra             | OAM                    |
| 372379 | 2009 PW9               | 14 d'agost de 2009     | La Sagra             | OAM                    |
| 372380 | 2009 PQ11              | 15 d'agost de 2009     | Kitt Peak            | Spacewatch             |
| 372381 | 2009 PC12              | 11 de setembre de 2005 | Kitt Peak            | Spacewatch             |
| 372382 | 2009 PA14              | 16 de novembre de 2006 | Kitt Peak            | Spacewatch             |
| 372383 | 2009 PX16              | 15 d'agost de 2009     | Kitt Peak            | Spacewatch             |
| 372384 | 2009 PA20              | 15 d'agost de 2009     | Kitt Peak            | Spacewatch             |
| 372385 | 2009 QY9               | 22 d'agost de 2009     | Pla D'Arguines       | R. Ferrando            |
| 372386 | 2009 QK12              | 16 d'agost de 2009     | Kitt Peak            | Spacewatch             |
| 372387 | 2009 QK14              | 16 d'agost de 2009     | Kitt Peak            | Spacewatch             |
| 372388 | 2009 QB15              | 16 d'agost de 2009     | Kitt Peak            | Spacewatch             |
| 372389 | 2009 QJ15              | 16 d'agost de 2009     | Kitt Peak            | Spacewatch             |
| 372390 | 2009 QH21              | 19 d'agost de 2009     | La Sagra             | OAM                    |
| 372391 | 2009 QK31              | 20 d'agost de 2009     | La Sagra             | OAM                    |
| 372392 | 2009 QC34              | 19 d'agost de 2009     | Catalina             | CSS                    |
| 372393 | 2009 QM34              | 27 d'agost de 2009     | Sierra Stars         | R. Matson              |
| 372394 | 2009 QW34              | 28 d'agost de 2009     | Socorro              | LINEAR                 |
| 372395 | 2009 QH35              | 26 d'agost de 2009     | Wildberg             | R. Apitzsch            |
| 372396 | 2009 QN44              | 27 d'agost de 2009     | Kitt Peak            | Spacewatch             |
| 372397 | 2009 QU44              | 27 d'agost de 2009     | Kitt Peak            | Spacewatch             |
| 372398 | 2009 QS58              | 19 d'agost de 2009     | Kitt Peak            | Spacewatch             |
| 372399 | 2009 QN62              | 29 d'agost de 2009     | Kitt Peak            | Spacewatch             |
| 372400 | 2009 RM3               | 11 de setembre de 2009 | La Sagra             | OAM                    |

## 372401-372500
| Nom    | Designació provisional | Data de descobriment   | Lloc de descobriment | Descobridor/s     |
| ------ | ---------------------- | ---------------------- | -------------------- | ----------------- |
| 372401 | 2009 RX9               | 12 de setembre de 2009 | Kitt Peak            | Spacewatch        |
| 372402 | 2009 RZ11              | 12 de setembre de 2009 | Kitt Peak            | Spacewatch        |
| 372403 | 2009 RN12              | 12 de setembre de 2009 | Kitt Peak            | Spacewatch        |
| 372404 | 2009 RP15              | 12 de setembre de 2009 | Kitt Peak            | Spacewatch        |
| 372405 | 2009 RB17              | 21 de novembre de 2005 | Kitt Peak            | Spacewatch        |
| 372406 | 2009 RE23              | 31 de juliol de 2009   | Kitt Peak            | Spacewatch        |
| 372407 | 2009 RF33              | 14 de setembre de 2009 | Kitt Peak            | Spacewatch        |
| 372408 | 2009 RD36              | 15 de setembre de 2009 | Kitt Peak            | Spacewatch        |
| 372409 | 2009 RW36              | 15 de setembre de 2009 | Kitt Peak            | Spacewatch        |
| 372410 | 2009 RD43              | 15 de setembre de 2009 | Kitt Peak            | Spacewatch        |
| 372411 | 2009 RE43              | 15 de setembre de 2009 | Kitt Peak            | Spacewatch        |
| 372412 | 2009 RP43              | 15 de setembre de 2009 | Kitt Peak            | Spacewatch        |
| 372413 | 2009 RK45              | 15 de setembre de 2009 | Kitt Peak            | Spacewatch        |
| 372414 | 2009 RZ46              | 25 de novembre de 2005 | Catalina             | CSS               |
| 372415 | 2009 RX47              | 15 de setembre de 2009 | Kitt Peak            | Spacewatch        |
| 372416 | 2009 RN49              | 15 de setembre de 2009 | Kitt Peak            | Spacewatch        |
| 372417 | 2009 RO49              | 15 de setembre de 2009 | Kitt Peak            | Spacewatch        |
| 372418 | 2009 RD51              | 15 de setembre de 2009 | Kitt Peak            | Spacewatch        |
| 372419 | 2009 RE60              | 11 de setembre de 2009 | Catalina             | CSS               |
| 372420 | 2009 RW61              | 14 de setembre de 2009 | La Sagra             | OAM               |
| 372421 | 2009 SO1               | 16 de setembre de 2009 | Kachina              | J. Hobart         |
| 372422 | 2009 SP16              | 16 de setembre de 2009 | Kitt Peak            | Spacewatch        |
| 372423 | 2009 SG25              | 11 d'abril de 2003     | Kitt Peak            | Spacewatch        |
| 372424 | 2009 SB31              | 16 de setembre de 2009 | Kitt Peak            | Spacewatch        |
| 372425 | 2009 SM34              | 16 de setembre de 2009 | Kitt Peak            | Spacewatch        |
| 372426 | 2009 SP35              | 16 de setembre de 2009 | Kitt Peak            | Spacewatch        |
| 372427 | 2009 ST35              | 16 de setembre de 2009 | Kitt Peak            | Spacewatch        |
| 372428 | 2009 ST36              | 16 de setembre de 2009 | Kitt Peak            | Spacewatch        |
| 372429 | 2009 SY36              | 16 de setembre de 2009 | Kitt Peak            | Spacewatch        |
| 372430 | 2009 SE42              | 16 de setembre de 2009 | Kitt Peak            | Spacewatch        |
| 372431 | 2009 SG42              | 16 de setembre de 2009 | Kitt Peak            | Spacewatch        |
| 372432 | 2009 SQ46              | 16 de setembre de 2009 | Kitt Peak            | Spacewatch        |
| 372433 | 2009 SM48              | 16 de setembre de 2009 | Kitt Peak            | Spacewatch        |
| 372434 | 2009 SO48              | 16 de setembre de 2009 | Kitt Peak            | Spacewatch        |
| 372435 | 2009 SE49              | 17 de setembre de 2009 | La Sagra             | OAM               |
| 372436 | 2009 SK53              | 17 de setembre de 2009 | Catalina             | CSS               |
| 372437 | 2009 SX54              | 27 d'agost de 2009     | Kitt Peak            | Spacewatch        |
| 372438 | 2009 SU70              | 11 de març de 2007     | Kitt Peak            | Spacewatch        |
| 372439 | 2009 SJ71              | 4 de novembre de 2005  | Mount Lemmon         | Mt. Lemmon Survey |
| 372440 | 2009 SY71              | 17 de setembre de 2009 | Mount Lemmon         | Mt. Lemmon Survey |
| 372441 | 2009 SS72              | 17 de setembre de 2009 | Mount Lemmon         | Mt. Lemmon Survey |
| 372442 | 2009 SV72              | 17 de setembre de 2009 | Mount Lemmon         | Mt. Lemmon Survey |
| 372443 | 2009 SV73              | 17 de setembre de 2009 | Kitt Peak            | Spacewatch        |
| 372444 | 2009 SL86              | 18 de setembre de 2009 | Kitt Peak            | Spacewatch        |
| 372445 | 2009 SJ92              | 18 de setembre de 2009 | Mount Lemmon         | Mt. Lemmon Survey |
| 372446 | 2009 SS95              | 12 de setembre de 2009 | Kitt Peak            | Spacewatch        |
| 372447 | 2009 SC96              | 19 de setembre de 2009 | Kitt Peak            | Spacewatch        |
| 372448 | 2009 SV96              | 19 de setembre de 2009 | Mount Lemmon         | Mt. Lemmon Survey |
| 372449 | 2009 SP100             | 18 de setembre de 2009 | Kitt Peak            | Spacewatch        |
| 372450 | 2009 SV104             | 26 de setembre de 2009 | Mount Lemmon         | Mt. Lemmon Survey |
| 372451 | 2009 SK114             | 18 de setembre de 2009 | Kitt Peak            | Spacewatch        |
| 372452 | 2009 SK124             | 18 de setembre de 2009 | Kitt Peak            | Spacewatch        |
| 372453 | 2009 SD125             | 18 de setembre de 2009 | Kitt Peak            | Spacewatch        |
| 372454 | 2009 SP127             | 18 de setembre de 2009 | Kitt Peak            | Spacewatch        |
| 372455 | 2009 SF131             | 18 de setembre de 2009 | Kitt Peak            | Spacewatch        |
| 372456 | 2009 SL134             | 18 de setembre de 2009 | Kitt Peak            | Spacewatch        |
| 372457 | 2009 SX134             | 18 de setembre de 2009 | Kitt Peak            | Spacewatch        |
| 372458 | 2009 SR135             | 18 de setembre de 2009 | Kitt Peak            | Spacewatch        |
| 372459 | 2009 SF136             | 18 de setembre de 2009 | Kitt Peak            | Spacewatch        |
| 372460 | 2009 SM138             | 18 de setembre de 2009 | Kitt Peak            | Spacewatch        |
| 372461 | 2009 SV138             | 18 de setembre de 2009 | Mount Lemmon         | Mt. Lemmon Survey |
| 372462 | 2009 SH141             | 19 de setembre de 2009 | Kitt Peak            | Spacewatch        |
| 372463 | 2009 SE145             | 19 de setembre de 2009 | Mount Lemmon         | Mt. Lemmon Survey |
| 372464 | 2009 SE147             | 19 de setembre de 2009 | Kitt Peak            | Spacewatch        |
| 372465 | 2009 SF154             | 20 de setembre de 2009 | Kitt Peak            | Spacewatch        |
| 372466 | 2009 SJ156             | 20 de setembre de 2009 | Kitt Peak            | Spacewatch        |
| 372467 | 2009 SH157             | 14 de setembre de 2009 | Kitt Peak            | Spacewatch        |
| 372468 | 2009 SX157             | 20 de setembre de 2009 | Mount Lemmon         | Mt. Lemmon Survey |
| 372469 | 2009 SE160             | 20 de setembre de 2009 | Kitt Peak            | Spacewatch        |
| 372470 | 2009 SK170             | 26 de setembre de 2009 | Saint-Sulpice        | B. Christophe     |
| 372471 | 2009 SL172             | 22 d'octubre de 2005   | Kitt Peak            | Spacewatch        |
| 372472 | 2009 SX183             | 21 de setembre de 2009 | Kitt Peak            | Spacewatch        |
| 372473 | 2009 SB184             | 21 de setembre de 2009 | Kitt Peak            | Spacewatch        |
| 372474 | 2009 SW184             | 21 de setembre de 2009 | Kitt Peak            | Spacewatch        |
| 372475 | 2009 SK185             | 21 de setembre de 2009 | Kitt Peak            | Spacewatch        |
| 372476 | 2009 SN200             | 22 de setembre de 2009 | Kitt Peak            | Spacewatch        |
| 372477 | 2009 SH203             | 22 de setembre de 2009 | Kitt Peak            | Spacewatch        |
| 372478 | 2009 SC204             | 22 de setembre de 2009 | Kitt Peak            | Spacewatch        |
| 372479 | 2009 SD204             | 22 de setembre de 2009 | Kitt Peak            | Spacewatch        |
| 372480 | 2009 SA206             | 22 de setembre de 2009 | Kitt Peak            | Spacewatch        |
| 372481 | 2009 SU209             | 23 de setembre de 2009 | Kitt Peak            | Spacewatch        |
| 372482 | 2009 SX210             | 23 de setembre de 2009 | Kitt Peak            | Spacewatch        |
| 372483 | 2009 SE211             | 23 de setembre de 2009 | Kitt Peak            | Spacewatch        |
| 372484 | 2009 SY213             | 23 de setembre de 2009 | Kitt Peak            | Spacewatch        |
| 372485 | 2009 SL216             | 24 de setembre de 2009 | Kitt Peak            | Spacewatch        |
| 372486 | 2009 SG222             | 16 de setembre de 2009 | Kitt Peak            | Spacewatch        |
| 372487 | 2009 SH225             | 25 de setembre de 2009 | Mount Lemmon         | Mt. Lemmon Survey |
| 372488 | 2009 SC233             | 19 de setembre de 2009 | Kitt Peak            | Spacewatch        |
| 372489 | 2009 SF233             | 19 de setembre de 2009 | Catalina             | CSS               |
| 372490 | 2009 SC235             | 18 de setembre de 2009 | Catalina             | CSS               |
| 372491 | 2009 SR240             | 18 de setembre de 2009 | Catalina             | CSS               |
| 372492 | 2009 SM241             | 18 de setembre de 2009 | Catalina             | CSS               |
| 372493 | 2009 SO243             | 24 de setembre de 2009 | La Sagra             | OAM               |
| 372494 | 2009 SO249             | 18 de setembre de 2009 | Kitt Peak            | Spacewatch        |
| 372495 | 2009 SW249             | 18 de setembre de 2009 | Kitt Peak            | Spacewatch        |
| 372496 | 2009 SM253             | 23 de setembre de 2009 | Kitt Peak            | Spacewatch        |
| 372497 | 2009 SW254             | 16 de setembre de 2009 | Catalina             | CSS               |
| 372498 | 2009 SL261             | 26 d'agost de 2009     | Socorro              | LINEAR            |
| 372499 | 2009 SH262             | 15 de setembre de 2009 | Kitt Peak            | Spacewatch        |
| 372500 | 2009 SH266             | 26 d'abril de 2003     | Kitt Peak            | Spacewatch        |

## 372501-372600
| Nom                | Designació provisional | Data de descobriment   | Lloc de descobriment | Descobridor/s          |
| ------------------ | ---------------------- | ---------------------- | -------------------- | ---------------------- |
| 372501             | 2009 SN272             | 24 de setembre de 2009 | Kitt Peak            | Spacewatch             |
| 372502             | 2009 SJ275             | 25 de setembre de 2009 | Kitt Peak            | Spacewatch             |
| 372503             | 2009 SE277             | 25 de setembre de 2009 | Kitt Peak            | Spacewatch             |
| 372504             | 2009 ST277             | 17 de setembre de 2009 | Kitt Peak            | Spacewatch             |
| 372505             | 2009 SR278             | 25 de setembre de 2009 | Kitt Peak            | Spacewatch             |
| 372506             | 2009 SX280             | 25 de setembre de 2009 | Kitt Peak            | Spacewatch             |
| 372507             | 2009 SO282             | 25 de setembre de 2009 | Kitt Peak            | Spacewatch             |
| 372508             | 2009 SQ283             | 25 de setembre de 2009 | Kitt Peak            | Spacewatch             |
| 372509             | 2009 SZ283             | 25 de setembre de 2009 | Kitt Peak            | Spacewatch             |
| 372510             | 2009 SF284             | 25 de setembre de 2009 | Kitt Peak            | Spacewatch             |
| 372511             | 2009 SU286             | 25 de setembre de 2009 | Kitt Peak            | Spacewatch             |
| 372512             | 2009 SQ287             | 25 de setembre de 2009 | Kitt Peak            | Spacewatch             |
| 372513             | 2009 SG288             | 25 de setembre de 2009 | Kitt Peak            | Spacewatch             |
| 372514             | 2009 SM288             | 25 de setembre de 2009 | Kitt Peak            | Spacewatch             |
| 372515             | 2009 SA297             | 28 de setembre de 2009 | Catalina             | CSS                    |
| 372516             | 2009 SH297             | 28 de setembre de 2009 | Catalina             | CSS                    |
| 372517             | 2009 SW312             | 18 de setembre de 2009 | Catalina             | CSS                    |
| 372518             | 2009 SB316             | 19 de setembre de 2009 | Kitt Peak            | Spacewatch             |
| 372519             | 2009 SS319             | 20 de setembre de 2009 | Kitt Peak            | Spacewatch             |
| 372520             | 2009 SZ326             | 20 de setembre de 2009 | Mount Lemmon         | Mt. Lemmon Survey      |
| 372521             | 2009 SS337             | 28 de setembre de 2009 | Catalina             | CSS                    |
| 372522             | 2009 SF342             | 16 de setembre de 2009 | Kitt Peak            | Spacewatch             |
| 372523             | 2009 SN342             | 16 de setembre de 2009 | Mount Lemmon         | Mt. Lemmon Survey      |
| 372524             | 2009 SU342             | 17 de setembre de 2009 | Kitt Peak            | Spacewatch             |
| 372525             | 2009 SC344             | 17 de setembre de 2009 | Kitt Peak            | Spacewatch             |
| 372526             | 2009 SN344             | 18 de setembre de 2009 | Kitt Peak            | Spacewatch             |
| 372527             | 2009 SQ352             | 27 de setembre de 2009 | Kitt Peak            | Spacewatch             |
| 372528             | 2009 SF357             | 21 de setembre de 2009 | Mount Lemmon         | Mt. Lemmon Survey      |
| 372529             | 2009 ST358             | 18 de setembre de 2009 | Catalina             | CSS                    |
| 372530             | 2009 SY360             | 21 de setembre de 2009 | Mount Lemmon         | Mt. Lemmon Survey      |
| 372531             | 2009 SN361             | 27 de setembre de 2009 | Socorro              | LINEAR                 |
| 372532             | 2009 SO363             | 19 de setembre de 2009 | Mount Lemmon         | Mt. Lemmon Survey      |
| 372533             | 2009 TZ                | 10 d'octubre de 2009   | Pla D'Arguines       | R. Ferrando            |
| 372534             | 2009 TS1               | 8 d'octubre de 2009    | La Sagra             | OAM                    |
| 372535             | 2009 TU1               | 18 de setembre de 2009 | Kitt Peak            | Spacewatch             |
| 372536             | 2009 TR3               | 11 d'octubre de 2009   | Mount Lemmon         | Mt. Lemmon Survey      |
| 372537             | 2009 TN6               | 12 d'octubre de 2009   | La Sagra             | OAM                    |
| 372538             | 2009 TF7               | 13 d'octubre de 2009   | La Sagra             | OAM                    |
| 372539             | 2009 TD9               | 28 de setembre de 2009 | Catalina             | CSS                    |
| 372540             | 2009 TN9               | 14 d'octubre de 2009   | Bisei SG Center      | BATTeRS                |
| 372541             | 2009 TL15              | 14 d'octubre de 2009   | Catalina             | CSS                    |
| 372542             | 2009 TM15              | 14 d'octubre de 2009   | Taunus               | S. Karge, R. Kling     |
| 372543             | 2009 TL18              | 19 de setembre de 2009 | Kitt Peak            | Spacewatch             |
| 372544             | 2009 TJ23              | 14 d'octubre de 2009   | La Sagra             | OAM                    |
| 372545             | 2009 TV25              | 6 de setembre de 1999  | Kitt Peak            | Spacewatch             |
| 372546             | 2009 TK26              | 14 d'octubre de 2009   | La Sagra             | OAM                    |
| 372547             | 2009 TK27              | 14 d'octubre de 2009   | La Sagra             | OAM                    |
| 372548             | 2009 TS33              | 25 de setembre de 1992 | Kitt Peak            | Spacewatch             |
| 372549             | 2009 TC34              | 10 d'octubre de 2009   | La Sagra             | OAM                    |
| 372550             | 2009 TA35              | 14 d'octubre de 2009   | La Sagra             | OAM                    |
| 372551             | 2009 TK36              | 14 d'octubre de 2009   | Purple Mountain      | PMO NEO Survey Program |
| 372552             | 2009 TC38              | 14 d'octubre de 2009   | Catalina             | CSS                    |
| 372553             | 2009 TN44              | 15 d'octubre de 2009   | Catalina             | CSS                    |
| 372554             | 2009 UY1               | 17 d'octubre de 2009   | Hibiscus             | N. Teamo               |
| 372555             | 2009 UJ2               | 27 d'octubre de 2005   | Catalina             | CSS                    |
| 372556             | 2009 UG3               | 18 d'octubre de 2009   | Tiki                 | N. Teamo               |
| 372557             | 2009 UG4               | 17 d'octubre de 2009   | Bisei SG Center      | BATTeRS                |
| 372558             | 2009 UG5               | 20 d'octubre de 2009   | Mayhill              | A. Lowe                |
| 372559             | 2009 UX12              | 17 d'octubre de 2009   | Mount Lemmon         | Mt. Lemmon Survey      |
| 372560             | 2009 UH15              | 28 de setembre de 2009 | Mount Lemmon         | Mt. Lemmon Survey      |
| 372561             | 2009 UM17              | 20 d'octubre de 2009   | Bisei SG Center      | BATTeRS                |
| 372562             | 2009 UN20              | 25 d'octubre de 2009   | Tzec Maun            | L. Elenin              |
| 372563             | 2009 UC33              | 18 d'octubre de 2009   | Mount Lemmon         | Mt. Lemmon Survey      |
| 372564             | 2009 UH36              | 22 d'octubre de 2009   | Mount Lemmon         | Mt. Lemmon Survey      |
| 372565             | 2009 UL39              | 22 d'octubre de 2009   | Mount Lemmon         | Mt. Lemmon Survey      |
| 372566             | 2009 UU39              | 22 d'octubre de 2009   | Mount Lemmon         | Mt. Lemmon Survey      |
| 372567             | 2009 UF46              | 18 d'octubre de 2009   | Mount Lemmon         | Mt. Lemmon Survey      |
| 372568             | 2009 US47              | 18 d'octubre de 2009   | Kitt Peak            | Spacewatch             |
| 372569             | 2009 UJ49              | 22 d'octubre de 2009   | Mount Lemmon         | Mt. Lemmon Survey      |
| 372570             | 2009 UF52              | 11 d'octubre de 2009   | Mount Lemmon         | Mt. Lemmon Survey      |
| 372571             | 2009 UH56              | 23 d'octubre de 2009   | Mount Lemmon         | Mt. Lemmon Survey      |
| 372572             | 2009 UK57              | 23 d'octubre de 2009   | Mount Lemmon         | Mt. Lemmon Survey      |
| 372573 Pietromenga | 2009 UW59              | 24 d'octubre de 2009   | Magasa               | Osservatorio Cima Rest |
| 372574             | 2009 UR72              | 23 d'octubre de 2009   | Mount Lemmon         | Mt. Lemmon Survey      |
| 372575             | 2009 UC77              | 21 d'octubre de 2009   | Mount Lemmon         | Mt. Lemmon Survey      |
| 372576             | 2009 UG82              | 22 d'octubre de 2009   | Mount Lemmon         | Mt. Lemmon Survey      |
| 372577             | 2009 UP91              | 18 d'octubre de 2009   | Catalina             | CSS                    |
| 372578             | 2009 UB92              | 24 d'octubre de 2009   | Zelenchukskaya S     | T. V. Kryachko         |
| 372579             | 2009 UB95              | 5 de gener de 2002     | Kitt Peak            | Spacewatch             |
| 372580             | 2009 UJ96              | 27 de desembre de 2005 | Kitt Peak            | Spacewatch             |
| 372581             | 2009 UX98              | 17 de setembre de 2004 | Kitt Peak            | Spacewatch             |
| 372582             | 2009 UZ98              | 29 de març de 2007     | Kitt Peak            | Spacewatch             |
| 372583             | 2009 UT99              | 23 d'octubre de 2009   | Mount Lemmon         | Mt. Lemmon Survey      |
| 372584             | 2009 UX99              | 23 d'octubre de 2009   | Mount Lemmon         | Mt. Lemmon Survey      |
| 372585             | 2009 UW101             | 23 d'octubre de 2009   | Mount Lemmon         | Mt. Lemmon Survey      |
| 372586             | 2009 UE104             | 25 d'octubre de 2009   | Mount Lemmon         | Mt. Lemmon Survey      |
| 372587             | 2009 UD109             | 23 d'octubre de 2009   | Mount Lemmon         | Mt. Lemmon Survey      |
| 372588             | 2009 UA112             | 24 d'octubre de 2009   | Kitt Peak            | Spacewatch             |
| 372589             | 2009 UN121             | 25 d'octubre de 2009   | Kitt Peak            | Spacewatch             |
| 372590             | 2009 UV124             | 16 de març de 2002     | Kitt Peak            | Spacewatch             |
| 372591             | 2009 UP126             | 27 d'octubre de 2009   | Catalina             | CSS                    |
| 372592             | 2009 UD138             | 26 d'octubre de 2009   | Kitt Peak            | Spacewatch             |
| 372593             | 2009 UH138             | 16 d'octubre de 2009   | Catalina             | CSS                    |
| 372594             | 2009 UJ139             | 27 d'octubre de 2009   | Mount Lemmon         | Mt. Lemmon Survey      |
| 372595             | 2009 UW139             | 27 d'octubre de 2009   | La Sagra             | OAM                    |
| 372596             | 2009 UP141             | 23 d'octubre de 2009   | Mount Lemmon         | Mt. Lemmon Survey      |
| 372597             | 2009 UN145             | 18 d'octubre de 2009   | La Sagra             | OAM                    |
| 372598             | 2009 UB148             | 18 d'octubre de 2009   | Mount Lemmon         | Mt. Lemmon Survey      |
| 372599             | 2009 UW149             | 26 d'octubre de 2009   | Mount Lemmon         | Mt. Lemmon Survey      |
| 372600             | 2009 UN150             | 18 d'octubre de 2009   | Mount Lemmon         | Mt. Lemmon Survey      |

## 372601-372700
| Nom    | Designació provisional | Data de descobriment   | Lloc de descobriment | Descobridor/s     |
| ------ | ---------------------- | ---------------------- | -------------------- | ----------------- |
| 372601 | 2009 VH1               | 9 de novembre de 2009  | Mayhill              | Mayhill           |
| 372602 | 2009 VX1               | 29 d'octubre de 2009   | Catalina             | CSS               |
| 372603 | 2009 VD3               | 10 de novembre de 2009 | Mayhill              | Mayhill           |
| 372604 | 2009 VD5               | 8 de novembre de 2009  | Kitt Peak            | Spacewatch        |
| 372605 | 2009 VH5               | 8 de novembre de 2009  | Kitt Peak            | Spacewatch        |
| 372606 | 2009 VU7               | 8 de novembre de 2009  | Catalina             | CSS               |
| 372607 | 2009 VJ9               | 8 de novembre de 2009  | Mount Lemmon         | Mt. Lemmon Survey |
| 372608 | 2009 VW10              | 8 de novembre de 2009  | Mount Lemmon         | Mt. Lemmon Survey |
| 372609 | 2009 VP17              | 8 de novembre de 2009  | Mount Lemmon         | Mt. Lemmon Survey |
| 372610 | 2009 VP18              | 24 d'octubre de 2009   | Kitt Peak            | Spacewatch        |
| 372611 | 2009 VZ18              | 9 de novembre de 2009  | Kitt Peak            | Spacewatch        |
| 372612 | 2009 VB19              | 9 de novembre de 2009  | Kitt Peak            | Spacewatch        |
| 372613 | 2009 VZ23              | 9 de novembre de 2009  | Mount Lemmon         | Mt. Lemmon Survey |
| 372614 | 2009 VA29              | 9 de novembre de 2009  | Kitt Peak            | Spacewatch        |
| 372615 | 2009 VA34              | 10 de novembre de 2009 | Mount Lemmon         | Mt. Lemmon Survey |
| 372616 | 2009 VE37              | 19 de setembre de 2009 | Mount Lemmon         | Mt. Lemmon Survey |
| 372617 | 2009 VW37              | 8 de novembre de 2009  | Mount Lemmon         | Mt. Lemmon Survey |
| 372618 | 2009 VG38              | 8 de novembre de 2009  | Mount Lemmon         | Mt. Lemmon Survey |
| 372619 | 2009 VM39              | 10 de novembre de 2009 | Mount Lemmon         | Mt. Lemmon Survey |
| 372620 | 2009 VK40              | 8 de novembre de 2009  | Catalina             | CSS               |
| 372621 | 2009 VG41              | 15 d'abril de 2007     | Mount Lemmon         | Mt. Lemmon Survey |
| 372622 | 2009 VX42              | 9 de novembre de 2009  | Kitt Peak            | Spacewatch        |
| 372623 | 2009 VM48              | 9 de gener de 2006     | Kitt Peak            | Spacewatch        |
| 372624 | 2009 VT49              | 2 de febrer de 2006    | Catalina             | CSS               |
| 372625 | 2009 VK50              | 12 de novembre de 2009 | La Sagra             | OAM               |
| 372626 | 2009 VQ57              | 12 de novembre de 2009 | Zelenchukskaya S     | T. V. Kryachko    |
| 372627 | 2009 VB59              | 8 de novembre de 2009  | Catalina             | CSS               |
| 372628 | 2009 VX59              | 9 de novembre de 2009  | Catalina             | CSS               |
| 372629 | 2009 VC62              | 8 de novembre de 2009  | Mount Lemmon         | Mt. Lemmon Survey |
| 372630 | 2009 VU68              | 24 de setembre de 2000 | Kitt Peak            | Spacewatch        |
| 372631 | 2009 VJ71              | 9 de novembre de 2009  | Mount Lemmon         | Mt. Lemmon Survey |
| 372632 | 2009 VU72              | 18 d'octubre de 2009   | Catalina             | CSS               |
| 372633 | 2009 VS79              | 10 de novembre de 2009 | Catalina             | CSS               |
| 372634 | 2009 VV79              | 10 de novembre de 2009 | Catalina             | CSS               |
| 372635 | 2009 VT81              | 13 de març de 2007     | Mount Lemmon         | Mt. Lemmon Survey |
| 372636 | 2009 VD89              | 11 de novembre de 2009 | Kitt Peak            | Spacewatch        |
| 372637 | 2009 VU94              | 9 de novembre de 2009  | Kitt Peak            | Spacewatch        |
| 372638 | 2009 VR101             | 14 de setembre de 2004 | Anderson Mesa        | LONEOS            |
| 372639 | 2009 VS104             | 8 de novembre de 2009  | Catalina             | CSS               |
| 372640 | 2009 VL108             | 8 de novembre de 2009  | Catalina             | CSS               |
| 372641 | 2009 WD10              | 19 de novembre de 2009 | Socorro              | LINEAR            |
| 372642 | 2009 WM18              | 17 de novembre de 2009 | Mount Lemmon         | Mt. Lemmon Survey |
| 372643 | 2009 WU20              | 17 de novembre de 2009 | Catalina             | CSS               |
| 372644 | 2009 WA24              | 17 de novembre de 2009 | Socorro              | LINEAR            |
| 372645 | 2009 WB24              | 18 de novembre de 2009 | Socorro              | LINEAR            |
| 372646 | 2009 WM26              | 22 de novembre de 2009 | Sandlot              | G. Hug            |
| 372647 | 2009 WH27              | 16 de novembre de 2009 | Kitt Peak            | Spacewatch        |
| 372648 | 2009 WU28              | 16 de novembre de 2009 | Kitt Peak            | Spacewatch        |
| 372649 | 2009 WZ30              | 30 de novembre de 2005 | Kitt Peak            | Spacewatch        |
| 372650 | 2009 WE32              | 16 de novembre de 2009 | Kitt Peak            | Spacewatch        |
| 372651 | 2009 WV37              | 17 de novembre de 2009 | Kitt Peak            | Spacewatch        |
| 372652 | 2009 WF38              | 8 de novembre de 2009  | Mount Lemmon         | Mt. Lemmon Survey |
| 372653 | 2009 WB42              | 17 de novembre de 2009 | Kitt Peak            | Spacewatch        |
| 372654 | 2009 WQ45              | 18 de novembre de 2009 | Kitt Peak            | Spacewatch        |
| 372655 | 2009 WU51              | 22 de novembre de 2009 | Mount Lemmon         | Mt. Lemmon Survey |
| 372656 | 2009 WE52              | 16 de novembre de 2009 | Auberry              | Auberry           |
| 372657 | 2009 WS53              | 16 de novembre de 2009 | Socorro              | LINEAR            |
| 372658 | 2009 WR55              | 16 de novembre de 2009 | Kitt Peak            | Spacewatch        |
| 372659 | 2009 WL70              | 25 d'octubre de 2009   | Kitt Peak            | Spacewatch        |
| 372660 | 2009 WJ72              | 18 de novembre de 2009 | Kitt Peak            | Spacewatch        |
| 372661 | 2009 WD74              | 18 de novembre de 2009 | Kitt Peak            | Spacewatch        |
| 372662 | 2009 WS74              | 18 de novembre de 2009 | Kitt Peak            | Spacewatch        |
| 372663 | 2009 WN79              | 18 de novembre de 2009 | Kitt Peak            | Spacewatch        |
| 372664 | 2009 WU79              | 18 de novembre de 2009 | Kitt Peak            | Spacewatch        |
| 372665 | 2009 WY82              | 11 de novembre de 2009 | Kitt Peak            | Spacewatch        |
| 372666 | 2009 WD89              | 18 de setembre de 2009 | Mount Lemmon         | Mt. Lemmon Survey |
| 372667 | 2009 WU90              | 19 de novembre de 2009 | Kitt Peak            | Spacewatch        |
| 372668 | 2009 WW95              | 7 de desembre de 2005  | Kitt Peak            | Spacewatch        |
| 372669 | 2009 WW97              | 23 de gener de 2006    | Kitt Peak            | Spacewatch        |
| 372670 | 2009 WF98              | 21 de novembre de 2009 | Kitt Peak            | Spacewatch        |
| 372671 | 2009 WP109             | 17 de novembre de 2009 | Mount Lemmon         | Mt. Lemmon Survey |
| 372672 | 2009 WX111             | 12 d'octubre de 2009   | Mount Lemmon         | Mt. Lemmon Survey |
| 372673 | 2009 WS116             | 27 d'octubre de 2009   | Kitt Peak            | Spacewatch        |
| 372674 | 2009 WY118             | 20 de novembre de 2009 | Kitt Peak            | Spacewatch        |
| 372675 | 2009 WS122             | 20 de novembre de 2009 | Kitt Peak            | Spacewatch        |
| 372676 | 2009 WH124             | 20 de novembre de 2009 | Kitt Peak            | Spacewatch        |
| 372677 | 2009 WR127             | 20 de novembre de 2009 | Kitt Peak            | Spacewatch        |
| 372678 | 2009 WR133             | 7 de setembre de 2004  | Kitt Peak            | Spacewatch        |
| 372679 | 2009 WW134             | 22 de novembre de 2009 | Mount Lemmon         | Mt. Lemmon Survey |
| 372680 | 2009 WT139             | 15 de setembre de 2009 | Kitt Peak            | Spacewatch        |
| 372681 | 2009 WD145             | 19 de novembre de 2009 | Mount Lemmon         | Mt. Lemmon Survey |
| 372682 | 2009 WK155             | 19 de novembre de 2009 | La Sagra             | OAM               |
| 372683 | 2009 WT161             | 10 de novembre de 2009 | Kitt Peak            | Spacewatch        |
| 372684 | 2009 WW165             | 21 de novembre de 2009 | Kitt Peak            | Spacewatch        |
| 372685 | 2009 WT167             | 22 de novembre de 2009 | Kitt Peak            | Spacewatch        |
| 372686 | 2009 WL171             | 22 de novembre de 2009 | Mount Lemmon         | Mt. Lemmon Survey |
| 372687 | 2009 WN175             | 23 de novembre de 2009 | Kitt Peak            | Spacewatch        |
| 372688 | 2009 WU176             | 23 de novembre de 2009 | Kitt Peak            | Spacewatch        |
| 372689 | 2009 WB177             | 2 de novembre de 2000  | Kitt Peak            | Spacewatch        |
| 372690 | 2009 WX186             | 9 de novembre de 2009  | Kitt Peak            | Spacewatch        |
| 372691 | 2009 WT188             | 24 de novembre de 2009 | Mount Lemmon         | Mt. Lemmon Survey |
| 372692 | 2009 WC195             | 24 de novembre de 2009 | La Sagra             | OAM               |
| 372693 | 2009 WL197             | 25 de novembre de 2009 | Mount Lemmon         | Mt. Lemmon Survey |
| 372694 | 2009 WL206             | 18 d'abril de 2007     | Mount Lemmon         | Mt. Lemmon Survey |
| 372695 | 2009 WR207             | 17 de novembre de 2009 | Kitt Peak            | Spacewatch        |
| 372696 | 2009 WM209             | 17 de novembre de 2009 | Kitt Peak            | Spacewatch        |
| 372697 | 2009 WH211             | 18 de novembre de 2009 | Kitt Peak            | Spacewatch        |
| 372698 | 2009 WZ224             | 16 de novembre de 2009 | Kitt Peak            | Spacewatch        |
| 372699 | 2009 WJ226             | 22 de setembre de 1995 | Kitt Peak            | Spacewatch        |
| 372700 | 2009 WQ230             | 7 d'octubre de 2004    | Kitt Peak            | Spacewatch        |

## 372701-372800
| Nom    | Designació provisional | Data de descobriment   | Lloc de descobriment | Descobridor/s        |
| ------ | ---------------------- | ---------------------- | -------------------- | -------------------- |
| 372701 | 2009 WV230             | 17 de novembre de 2009 | Mount Lemmon         | Mt. Lemmon Survey    |
| 372702 | 2009 WJ237             | 17 de novembre de 2009 | Kitt Peak            | Spacewatch           |
| 372703 | 2009 WE248             | 20 de setembre de 2009 | Mount Lemmon         | Mt. Lemmon Survey    |
| 372704 | 2009 WL249             | 25 de novembre de 2009 | Kitt Peak            | Spacewatch           |
| 372705 | 2009 WX249             | 19 de novembre de 2009 | Kitt Peak            | Spacewatch           |
| 372706 | 2009 WT250             | 24 de novembre de 2009 | La Sagra             | OAM                  |
| 372707 | 2009 WM256             | 24 de novembre de 2009 | Kitt Peak            | Spacewatch           |
| 372708 | 2009 WY258             | 21 d'octubre de 2008   | Mount Lemmon         | Mt. Lemmon Survey    |
| 372709 | 2009 WZ259             | 17 de novembre de 2009 | Kitt Peak            | Spacewatch           |
| 372710 | 2009 WF260             | 21 de novembre de 2009 | Mount Lemmon         | Mt. Lemmon Survey    |
| 372711 | 2009 WQ260             | 20 de novembre de 2009 | Kitt Peak            | Spacewatch           |
| 372712 | 2009 XG2               | 11 de desembre de 2009 | Mayhill              | Mayhill              |
| 372713 | 2009 XJ7               | 10 de desembre de 2009 | Socorro              | LINEAR               |
| 372714 | 2009 XT10              | 10 de desembre de 2009 | Mount Lemmon         | Mt. Lemmon Survey    |
| 372715 | 2009 XR11              | 11 de desembre de 2009 | Mount Lemmon         | Mt. Lemmon Survey    |
| 372716 | 2009 XS12              | 11 de desembre de 2009 | Catalina             | CSS                  |
| 372717 | 2009 XX16              | 15 de desembre de 2009 | Mount Lemmon         | Mt. Lemmon Survey    |
| 372718 | 2009 XD19              | 15 de desembre de 2009 | Mount Lemmon         | Mt. Lemmon Survey    |
| 372719 | 2009 XK19              | 15 de desembre de 2009 | Mount Lemmon         | Mt. Lemmon Survey    |
| 372720 | 2009 XU20              | 15 de desembre de 2009 | Bergisch Gladbac     | W. Bickel            |
| 372721 | 2009 XD21              | 3 de setembre de 2004  | Siding Spring        | Siding Spring Survey |
| 372722 | 2009 XN21              | 10 de desembre de 2009 | Mount Lemmon         | Mt. Lemmon Survey    |
| 372723 | 2009 XY22              | 15 de desembre de 2009 | Mount Lemmon         | Mt. Lemmon Survey    |
| 372724 | 2009 YA4               | 17 de desembre de 2009 | Mount Lemmon         | Mt. Lemmon Survey    |
| 372725 | 2009 YJ4               | 17 de desembre de 2009 | Mount Lemmon         | Mt. Lemmon Survey    |
| 372726 | 2009 YL4               | 17 de desembre de 2009 | Mount Lemmon         | Mt. Lemmon Survey    |
| 372727 | 2009 YH6               | 25 de novembre de 2009 | Mount Lemmon         | Mt. Lemmon Survey    |
| 372728 | 2009 YV9               | 17 de desembre de 2009 | Mount Lemmon         | Mt. Lemmon Survey    |
| 372729 | 2009 YO11              | 18 de desembre de 2009 | Mount Lemmon         | Mt. Lemmon Survey    |
| 372730 | 2009 YM17              | 10 de desembre de 2009 | Mount Lemmon         | Mt. Lemmon Survey    |
| 372731 | 2009 YX19              | 25 de desembre de 2009 | Kitt Peak            | Spacewatch           |
| 372732 | 2009 YD20              | 26 de desembre de 2009 | Kitt Peak            | Spacewatch           |
| 372733 | 2009 YP20              | 27 de desembre de 2009 | Kitt Peak            | Spacewatch           |
| 372734 | 2009 YE21              | 27 de desembre de 2009 | Kitt Peak            | Spacewatch           |
| 372735 | 2010 AG17              | 5 de setembre de 2008  | Kitt Peak            | Spacewatch           |
| 372736 | 2010 AD23              | 6 de gener de 2010     | Kitt Peak            | Spacewatch           |
| 372737 | 2010 AR25              | 6 de gener de 2010     | Kitt Peak            | Spacewatch           |
| 372738 | 2010 AT47              | 8 de gener de 2010     | Kitt Peak            | Spacewatch           |
| 372739 | 2010 AV48              | 8 de gener de 2010     | Kitt Peak            | Spacewatch           |
| 372740 | 2010 AH49              | 8 de gener de 2010     | Kitt Peak            | Spacewatch           |
| 372741 | 2010 AP49              | 8 de gener de 2010     | Kitt Peak            | Spacewatch           |
| 372742 | 2010 AF55              | 8 de gener de 2010     | Kitt Peak            | Spacewatch           |
| 372743 | 2010 AG60              | 10 d'octubre de 2008   | Mount Lemmon         | Mt. Lemmon Survey    |
| 372744 | 2010 AQ61              | 15 de gener de 2010    | Mayhill              | Mayhill              |
| 372745 | 2010 AH64              | 10 de gener de 2010    | Kitt Peak            | Spacewatch           |
| 372746 | 2010 AJ67              | 12 de gener de 2010    | Kitt Peak            | Spacewatch           |
| 372747 | 2010 AT67              | 4 de novembre de 1991  | Kitt Peak            | Spacewatch           |
| 372748 | 2010 AV69              | 12 de gener de 2010    | Mount Lemmon         | Mt. Lemmon Survey    |
| 372749 | 2010 AG80              | 13 de gener de 2010    | Mount Lemmon         | Mt. Lemmon Survey    |
| 372750 | 2010 BT                | 17 de gener de 2010    | Bisei SG Center      | BATTeRS              |
| 372751 | 2010 BZ2               | 19 de gener de 2010    | Crni Vrh             | Crni Vrh             |
| 372752 | 2010 BV14              | 5 de maig de 2000      | Kitt Peak            | Spacewatch           |
| 372753 | 2010 CY1               | 5 de febrer de 2010    | Catalina             | CSS                  |
| 372754 | 2010 CJ2               | 5 de febrer de 2010    | Kitt Peak            | Spacewatch           |
| 372755 | 2010 CC13              | 9 de febrer de 2010    | WISE                 | WISE                 |
| 372756 | 2010 CR15              | 20 de setembre de 2009 | Catalina             | CSS                  |
| 372757 | 2010 CT21              | 9 de febrer de 2010    | Mount Lemmon         | Mt. Lemmon Survey    |
| 372758 | 2010 CD27              | 9 de febrer de 2010    | Mount Lemmon         | Mt. Lemmon Survey    |
| 372759 | 2010 CH28              | 9 de febrer de 2010    | Catalina             | CSS                  |
| 372760 | 2010 CJ29              | 9 de febrer de 2010    | Kitt Peak            | Spacewatch           |
| 372761 | 2010 CV69              | 13 de febrer de 2010   | Mount Lemmon         | Mt. Lemmon Survey    |
| 372762 | 2010 CQ70              | 13 de febrer de 2010   | Mount Lemmon         | Mt. Lemmon Survey    |
| 372763 | 2010 CP92              | 15 de gener de 2004    | Kitt Peak            | Spacewatch           |
| 372764 | 2010 CW107             | 14 de febrer de 2010   | Catalina             | CSS                  |
| 372765 | 2010 CV120             | 15 de febrer de 2010   | Catalina             | CSS                  |
| 372766 | 2010 CD138             | 20 d'octubre de 2008   | Mount Lemmon         | Mt. Lemmon Survey    |
| 372767 | 2010 CB141             | 15 de febrer de 2010   | Socorro              | LINEAR               |
| 372768 | 2010 CR142             | 19 de desembre de 2003 | Kitt Peak            | Spacewatch           |
| 372769 | 2010 CY159             | 15 de febrer de 2010   | Kitt Peak            | Spacewatch           |
| 372770 | 2010 CF160             | 9 de febrer de 2010    | Catalina             | CSS                  |
| 372771 | 2010 CM160             | 13 de febrer de 2010   | Catalina             | CSS                  |
| 372772 | 2010 CY169             | 10 de febrer de 2010   | Kitt Peak            | Spacewatch           |
| 372773 | 2010 DG6               | 16 de febrer de 2010   | Kitt Peak            | Spacewatch           |
| 372774 | 2010 DO20              | 18 de febrer de 2010   | Siding Spring        | Siding Spring Survey |
| 372775 | 2010 DR35              | 10 d'octubre de 2008   | Mount Lemmon         | Mt. Lemmon Survey    |
| 372776 | 2010 DH43              | 17 de febrer de 2010   | Kitt Peak            | Spacewatch           |
| 372777 | 2010 DN44              | 17 de febrer de 2010   | Kitt Peak            | Spacewatch           |
| 372778 | 2010 DS60              | 10 de gener de 2006    | Kitt Peak            | Spacewatch           |
| 372779 | 2010 EX140             | 17 de març de 2005     | Kitt Peak            | Spacewatch           |
| 372780 | 2010 FP6               | 16 de març de 2010     | Dauban               | F. Kugel             |
| 372781 | 2010 FC34              | 15 d'octubre de 2009   | Mount Lemmon         | Mt. Lemmon Survey    |
| 372782 | 2010 FQ43              | 21 de març de 2010     | WISE                 | WISE                 |
| 372783 | 2010 GC41              | 7 d'abril de 2010      | WISE                 | WISE                 |
| 372784 | 2010 GS173             | 6 d'abril de 2005      | Mount Lemmon         | Mt. Lemmon Survey    |
| 372785 | 2010 JL34              | 7 de maig de 2010      | Nogales              | Tenagra II           |
| 372786 | 2010 NA114             | 4 de desembre de 2007  | Mount Lemmon         | Mt. Lemmon Survey    |
| 372787 | 2010 OK61              | 12 de novembre de 2007 | Mount Lemmon         | Mt. Lemmon Survey    |
| 372788 | 2010 OR125             | 13 de febrer de 2008   | Mount Lemmon         | Mt. Lemmon Survey    |
| 372789 | 2010 PK26              | 30 de gener de 2006    | Kitt Peak            | Spacewatch           |
| 372790 | 2010 PQ26              | 11 de novembre de 2007 | Mount Lemmon         | Mt. Lemmon Survey    |
| 372791 | 2010 RT51              | 19 d'abril de 2006     | Mount Lemmon         | Mt. Lemmon Survey    |
| 372792 | 2010 RR60              | 1 de febrer de 2005    | Kitt Peak            | Spacewatch           |
| 372793 | 2010 RA62              | 6 de setembre de 2010  | Kitt Peak            | Spacewatch           |
| 372794 | 2010 RG107             | 19 d'abril de 2006     | Mount Lemmon         | Mt. Lemmon Survey    |
| 372795 | 2010 RS107             | 10 de setembre de 2010 | Kitt Peak            | Spacewatch           |
| 372796 | 2010 RT113             | 11 de setembre de 2010 | Kitt Peak            | Spacewatch           |
| 372797 | 2010 RW141             | 8 de novembre de 2007  | Kitt Peak            | Spacewatch           |
| 372798 | 2010 RH154             | 15 de setembre de 2010 | Kitt Peak            | Spacewatch           |
| 372799 | 2010 RO173             | 20 de novembre de 2000 | Socorro              | LINEAR               |
| 372800 | 2010 ST8               | 17 de setembre de 2010 | Kitt Peak            | Spacewatch           |

## 372801-372900
| Nom    | Designació provisional | Data de descobriment   | Lloc de descobriment | Descobridor/s        |
| ------ | ---------------------- | ---------------------- | -------------------- | -------------------- |
| 372801 | 2010 SY8               | 1 de setembre de 2010  | Mount Lemmon         | Mt. Lemmon Survey    |
| 372802 | 2010 SA19              | 11 de maig de 2002     | Socorro              | LINEAR               |
| 372803 | 2010 ST28              | 15 de desembre de 2007 | Kitt Peak            | Spacewatch           |
| 372804 | 2010 SH41              | 2 d'abril de 2005      | Kitt Peak            | Spacewatch           |
| 372805 | 2010 TE7               | 15 de setembre de 2007 | Mount Lemmon         | Mt. Lemmon Survey    |
| 372806 | 2010 TB38              | 28 d'octubre de 1994   | Kitt Peak            | Spacewatch           |
| 372807 | 2010 TP40              | 1 d'abril de 2009      | Mount Lemmon         | Mt. Lemmon Survey    |
| 372808 | 2010 TP43              | 31 d'octubre de 2007   | Kitt Peak            | Spacewatch           |
| 372809 | 2010 TW56              | 3 d'octubre de 2010    | Kitt Peak            | Spacewatch           |
| 372810 | 2010 TO64              | 16 de setembre de 2010 | Kitt Peak            | Spacewatch           |
| 372811 | 2010 TS85              | 30 d'octubre de 2000   | Kitt Peak            | Spacewatch           |
| 372812 | 2010 TA113             | 22 de setembre de 2003 | Kitt Peak            | Spacewatch           |
| 372813 | 2010 TX116             | 9 d'octubre de 1994    | Kitt Peak            | Spacewatch           |
| 372814 | 2010 TW124             | 11 de setembre de 2010 | Kitt Peak            | Spacewatch           |
| 372815 | 2010 TL138             | 16 de setembre de 2010 | Mount Lemmon         | Mt. Lemmon Survey    |
| 372816 | 2010 TG151             | 8 d'octubre de 2010    | Socorro              | LINEAR               |
| 372817 | 2010 TQ161             | 7 d'octubre de 2010    | Kitt Peak            | Spacewatch           |
| 372818 | 2010 US13              | 17 d'octubre de 2010   | Mount Lemmon         | Mt. Lemmon Survey    |
| 372819 | 2010 UF16              | 9 de març de 2005      | Mount Lemmon         | Mt. Lemmon Survey    |
| 372820 | 2010 UT16              | 27 d'octubre de 2003   | Kitt Peak            | Spacewatch           |
| 372821 | 2010 UE25              | 27 de novembre de 2000 | Kitt Peak            | Spacewatch           |
| 372822 | 2010 UF26              | 17 de desembre de 2007 | Mount Lemmon         | Mt. Lemmon Survey    |
| 372823 | 2010 UZ32              | 19 de desembre de 2007 | Mount Lemmon         | Mt. Lemmon Survey    |
| 372824 | 2010 UB35              | 30 de desembre de 2007 | Kitt Peak            | Spacewatch           |
| 372825 | 2010 UG41              | 30 d'octubre de 2010   | Kitt Peak            | Spacewatch           |
| 372826 | 2010 UU45              | 16 de setembre de 2010 | Mount Lemmon         | Mt. Lemmon Survey    |
| 372827 | 2010 UH54              | 29 d'octubre de 2010   | Kitt Peak            | Spacewatch           |
| 372828 | 2010 UJ57              | 11 de novembre de 2007 | Mount Lemmon         | Mt. Lemmon Survey    |
| 372829 | 2010 UQ57              | 7 de febrer de 2008    | Kitt Peak            | Spacewatch           |
| 372830 | 2010 UL60              | 21 d'octubre de 2003   | Socorro              | LINEAR               |
| 372831 | 2010 UR64              | 29 de maig de 2009     | Siding Spring        | Siding Spring Survey |
| 372832 | 2010 UJ70              | 19 d'octubre de 2010   | Mount Lemmon         | Mt. Lemmon Survey    |
| 372833 | 2010 UE73              | 20 d'octubre de 2003   | Socorro              | LINEAR               |
| 372834 | 2010 UU76              | 19 d'octubre de 2006   | Catalina             | CSS                  |
| 372835 | 2010 UA80              | 19 de desembre de 2007 | Mount Lemmon         | Mt. Lemmon Survey    |
| 372836 | 2010 VT14              | 20 de setembre de 2003 | Anderson Mesa        | LONEOS               |
| 372837 | 2010 VQ22              | 1 de novembre de 2010  | Kitt Peak            | Spacewatch           |
| 372838 | 2010 VG32              | 19 de desembre de 2004 | Mount Lemmon         | Mt. Lemmon Survey    |
| 372839 | 2010 VH47              | 17 d'octubre de 2006   | Kitt Peak            | Spacewatch           |
| 372840 | 2010 VA61              | 24 d'agost de 2000     | Socorro              | LINEAR               |
| 372841 | 2010 VZ61              | 29 de setembre de 2003 | Kitt Peak            | Spacewatch           |
| 372842 | 2010 VE86              | 16 de novembre de 1995 | Kitt Peak            | Spacewatch           |
| 372843 | 2010 VM91              | 15 de gener de 2008    | Mount Lemmon         | Mt. Lemmon Survey    |
| 372844 | 2010 VZ91              | 15 de setembre de 2006 | Kitt Peak            | Spacewatch           |
| 372845 | 2010 VK92              | 24 de març de 2006     | Mount Lemmon         | Mt. Lemmon Survey    |
| 372846 | 2010 VN99              | 24 de setembre de 2000 | Socorro              | LINEAR               |
| 372847 | 2010 VK101             | 8 de març de 2008      | Mount Lemmon         | Mt. Lemmon Survey    |
| 372848 | 2010 VR112             | 12 de gener de 2008    | Kitt Peak            | Spacewatch           |
| 372849 | 2010 VN128             | 1 d'octubre de 2003    | Kitt Peak            | Spacewatch           |
| 372850 | 2010 VA130             | 24 de setembre de 2000 | Socorro              | LINEAR               |
| 372851 | 2010 VW135             | 18 de setembre de 2006 | Catalina             | CSS                  |
| 372852 | 2010 VN148             | 13 de novembre de 2007 | Mount Lemmon         | Mt. Lemmon Survey    |
| 372853 | 2010 VK150             | 16 d'agost de 2006     | Siding Spring        | Siding Spring Survey |
| 372854 | 2010 VZ159             | 18 d'agost de 2006     | Kitt Peak            | Spacewatch           |
| 372855 | 2010 VX160             | 28 de maig de 2009     | Siding Spring        | Siding Spring Survey |
| 372856 | 2010 VK162             | 6 de maig de 2005      | Mount Lemmon         | Mt. Lemmon Survey    |
| 372857 | 2010 VZ163             | 4 de desembre de 2007  | Mount Lemmon         | Mt. Lemmon Survey    |
| 372858 | 2010 VB171             | 7 d'abril de 2006      | Kitt Peak            | Spacewatch           |
| 372859 | 2010 VG173             | 23 de maig de 2006     | Mount Lemmon         | Mt. Lemmon Survey    |
| 372860 | 2010 VJ173             | 18 de gener de 2008    | Mount Lemmon         | Mt. Lemmon Survey    |
| 372861 | 2010 VE182             | 5 de novembre de 2010  | Kitt Peak            | Spacewatch           |
| 372862 | 2010 VX196             | 14 de desembre de 2003 | Kitt Peak            | Spacewatch           |
| 372863 | 2010 VB197             | 16 de setembre de 2003 | Kitt Peak            | Spacewatch           |
| 372864 | 2010 VR213             | 1 d'octubre de 2003    | Kitt Peak            | Spacewatch           |
| 372865 | 2010 VG216             | 11 de novembre de 2007 | Mount Lemmon         | Mt. Lemmon Survey    |
| 372866 | 2010 VP216             | 27 d'agost de 2006     | Kitt Peak            | Spacewatch           |
| 372867 | 2010 VO217             | 18 de novembre de 2003 | Kitt Peak            | Spacewatch           |
| 372868 | 2010 VA218             | 9 de febrer de 2005    | Mount Lemmon         | Mt. Lemmon Survey    |
| 372869 | 2010 WG22              | 2 d'octubre de 2006    | Mount Lemmon         | Mt. Lemmon Survey    |
| 372870 | 2010 WZ27              | 10 de novembre de 2010 | Kitt Peak            | Spacewatch           |
| 372871 | 2010 WJ28              | 18 de desembre de 2003 | Socorro              | LINEAR               |
| 372872 | 2010 WA40              | 1 de novembre de 2000  | Socorro              | LINEAR               |
| 372873 | 2010 WZ43              | 21 d'octubre de 2003   | Kitt Peak            | Spacewatch           |
| 372874 | 2010 WB52              | 19 de novembre de 2003 | Kitt Peak            | Spacewatch           |
| 372875 | 2010 WC52              | 14 de gener de 2008    | Kitt Peak            | Spacewatch           |
| 372876 | 2010 WG60              | 25 de juliol de 2003   | Socorro              | LINEAR               |
| 372877 | 2010 WS61              | 15 de gener de 2008    | Mount Lemmon         | Mt. Lemmon Survey    |
| 372878 | 2010 XY2               | 1 de desembre de 2010  | Mount Lemmon         | Mt. Lemmon Survey    |
| 372879 | 2010 XZ2               | 16 de setembre de 2006 | Catalina             | CSS                  |
| 372880 | 2010 XO66              | 17 de gener de 2007    | Kitt Peak            | Spacewatch           |
| 372881 | 2010 XF68              | 2 de febrer de 2008    | Mount Lemmon         | Mt. Lemmon Survey    |
| 372882 | 2010 XT83              | 23 d'octubre de 2006   | Catalina             | CSS                  |
| 372883 | 2010 XZ83              | 11 de gener de 2008    | Mount Lemmon         | Mt. Lemmon Survey    |
| 372884 | 2010 XD84              | 9 d'octubre de 1999    | Kitt Peak            | Spacewatch           |
| 372885 | 2010 XZ84              | 13 de gener de 2008    | Mount Lemmon         | Mt. Lemmon Survey    |
| 372886 | 2010 XL85              | 17 de setembre de 2003 | Kitt Peak            | Spacewatch           |
| 372887 | 2010 YM                | 13 d'octubre de 2006   | Kitt Peak            | Spacewatch           |
| 372888 | 2010 YC3               | 28 de febrer de 2000   | Socorro              | LINEAR               |
| 372889 | 2011 AC9               | 14 de desembre de 2010 | Mount Lemmon         | Mt. Lemmon Survey    |
| 372890 | 2011 AD13              | 4 de març de 2006      | Catalina             | CSS                  |
| 372891 | 2011 AS15              | 18 de setembre de 2009 | Mount Lemmon         | Mt. Lemmon Survey    |
| 372892 | 2011 AO21              | 24 d'octubre de 2005   | Kitt Peak            | Spacewatch           |
| 372893 | 2011 AP23              | 27 de desembre de 2006 | Mount Lemmon         | Mt. Lemmon Survey    |
| 372894 | 2011 AD26              | 21 de juliol de 2006   | Mount Lemmon         | Mt. Lemmon Survey    |
| 372895 | 2011 AE26              | 10 de gener de 2007    | Kitt Peak            | Spacewatch           |
| 372896 | 2011 AL31              | 9 de març de 2003      | Kitt Peak            | Spacewatch           |
| 372897 | 2011 AJ32              | 13 de març de 2003     | Kitt Peak            | Spacewatch           |
| 372898 | 2011 AW33              | 4 de novembre de 2005  | Kitt Peak            | Spacewatch           |
| 372899 | 2011 AD34              | 15 de setembre de 2009 | Mount Lemmon         | Mt. Lemmon Survey    |
| 372900 | 2011 AK38              | 11 de novembre de 2005 | Kitt Peak            | Spacewatch           |

## 372901-373000
| Nom    | Designació provisional | Data de descobriment   | Lloc de descobriment | Descobridor/s        |
| ------ | ---------------------- | ---------------------- | -------------------- | -------------------- |
| 372901 | 2011 AC43              | 10 de gener de 2011    | Kitt Peak            | Spacewatch           |
| 372902 | 2011 AR46              | 26 d'octubre de 2005   | Kitt Peak            | Spacewatch           |
| 372903 | 2011 AB53              | 11 de febrer de 2010   | WISE                 | WISE                 |
| 372904 | 2011 AF58              | 13 de desembre de 2010 | Mount Lemmon         | Mt. Lemmon Survey    |
| 372905 | 2011 AF61              | 13 de gener de 2011    | Kitt Peak            | Spacewatch           |
| 372906 | 2011 AM65              | 23 de febrer de 2007   | Kitt Peak            | Spacewatch           |
| 372907 | 2011 AT65              | 14 de gener de 2011    | Kitt Peak            | Spacewatch           |
| 372908 | 2011 AZ67              | 27 de gener de 2007    | Mount Lemmon         | Mt. Lemmon Survey    |
| 372909 | 2011 AY68              | 22 d'abril de 2007     | Catalina             | CSS                  |
| 372910 | 2011 AB70              | 10 de gener de 2007    | Kitt Peak            | Spacewatch           |
| 372911 | 2011 AJ75              | 12 de desembre de 2006 | Kitt Peak            | Spacewatch           |
| 372912 | 2011 AN76              | 14 de setembre de 1994 | Kitt Peak            | Spacewatch           |
| 372913 | 2011 AN77              | 12 d'abril de 2000     | Kitt Peak            | Spacewatch           |
| 372914 | 2011 BD                | 14 de desembre de 2010 | Mount Lemmon         | Mt. Lemmon Survey    |
| 372915 | 2011 BW4               | 5 de desembre de 2010  | Mount Lemmon         | Mt. Lemmon Survey    |
| 372916 | 2011 BA5               | 25 de novembre de 2006 | Kitt Peak            | Spacewatch           |
| 372917 | 2011 BV5               | 10 de novembre de 2006 | Kitt Peak            | Spacewatch           |
| 372918 | 2011 BW5               | 27 de gener de 2007    | Mount Lemmon         | Mt. Lemmon Survey    |
| 372919 | 2011 BW8               | 15 de novembre de 2006 | Kitt Peak            | Spacewatch           |
| 372920 | 2011 BO9               | 22 de desembre de 2006 | Kitt Peak            | Spacewatch           |
| 372921 | 2011 BT9               | 20 de setembre de 2009 | Kitt Peak            | Spacewatch           |
| 372922 | 2011 BM17              | 21 d'agost de 2004     | Siding Spring        | Siding Spring Survey |
| 372923 | 2011 BV19              | 1 de novembre de 2005  | Catalina             | CSS                  |
| 372924 | 2011 BC21              | 8 de febrer de 2002    | Kitt Peak            | Spacewatch           |
| 372925 | 2011 BW21              | 7 d'octubre de 2005    | Kitt Peak            | Spacewatch           |
| 372926 | 2011 BR22              | 17 d'octubre de 2009   | Catalina             | CSS                  |
| 372927 | 2011 BO25              | 19 de setembre de 2009 | Kitt Peak            | Spacewatch           |
| 372928 | 2011 BW27              | 10 de març de 2000     | Kitt Peak            | Spacewatch           |
| 372929 | 2011 BG28              | 15 de gener de 2005    | Catalina             | CSS                  |
| 372930 | 2011 BZ28              | 24 d'octubre de 2005   | Kitt Peak            | Spacewatch           |
| 372931 | 2011 BE32              | 21 de febrer de 2007   | Mount Lemmon         | Mt. Lemmon Survey    |
| 372932 | 2011 BL35              | 23 de febrer de 2007   | Kitt Peak            | Spacewatch           |
| 372933 | 2011 BC38              | 2 de desembre de 2010  | Mount Lemmon         | Mt. Lemmon Survey    |
| 372934 | 2011 BS46              | 15 de setembre de 2004 | Kitt Peak            | Spacewatch           |
| 372935 | 2011 BT47              | 19 de febrer de 2010   | WISE                 | WISE                 |
| 372936 | 2011 BN51              | 25 de desembre de 2005 | Kitt Peak            | Spacewatch           |
| 372937 | 2011 BO53              | 16 de novembre de 2006 | Mount Lemmon         | Mt. Lemmon Survey    |
| 372938 | 2011 BC54              | 27 de febrer de 2006   | Kitt Peak            | Spacewatch           |
| 372939 | 2011 BF61              | 7 d'abril de 2008      | Mount Lemmon         | Mt. Lemmon Survey    |
| 372940 | 2011 BX66              | 5 de setembre de 2008  | Kitt Peak            | Spacewatch           |
| 372941 | 2011 BQ70              | 25 de febrer de 2007   | Mount Lemmon         | Mt. Lemmon Survey    |
| 372942 | 2011 BN71              | 1 d'octubre de 2000    | Socorro              | LINEAR               |
| 372943 | 2011 BQ71              | 6 de setembre de 2008  | Kitt Peak            | Spacewatch           |
| 372944 | 2011 BF73              | 18 de setembre de 2003 | Kitt Peak            | Spacewatch           |
| 372945 | 2011 BN73              | 15 de novembre de 2006 | Catalina             | CSS                  |
| 372946 | 2011 BO73              | 29 d'octubre de 2005   | Catalina             | CSS                  |
| 372947 | 2011 BL74              | 22 de setembre de 2009 | Mount Lemmon         | Mt. Lemmon Survey    |
| 372948 | 2011 BE76              | 13 de març de 2007     | Kitt Peak            | Spacewatch           |
| 372949 | 2011 BR76              | 26 de febrer de 2007   | Mount Lemmon         | Mt. Lemmon Survey    |
| 372950 | 2011 BO78              | 22 de novembre de 2006 | Mount Lemmon         | Mt. Lemmon Survey    |
| 372951 | 2011 BY78              | 25 d'octubre de 2005   | Mount Lemmon         | Mt. Lemmon Survey    |
| 372952 | 2011 BL85              | 22 de novembre de 2005 | Kitt Peak            | Spacewatch           |
| 372953 | 2011 BJ86              | 16 d'octubre de 2009   | Mount Lemmon         | Mt. Lemmon Survey    |
| 372954 | 2011 BJ89              | 22 de gener de 1998    | Kitt Peak            | Spacewatch           |
| 372955 | 2011 BO89              | 28 de desembre de 2005 | Kitt Peak            | Spacewatch           |
| 372956 | 2011 BX89              | 7 de febrer de 2002    | Kitt Peak            | Spacewatch           |
| 372957 | 2011 BA97              | 14 de gener de 2011    | Kitt Peak            | Spacewatch           |
| 372958 | 2011 BU99              | 29 de novembre de 2005 | Kitt Peak            | Spacewatch           |
| 372959 | 2011 BQ102             | 26 de desembre de 2006 | Kitt Peak            | Spacewatch           |
| 372960 | 2011 BS103             | 19 de novembre de 1995 | Kitt Peak            | Spacewatch           |
| 372961 | 2011 BH104             | 25 de setembre de 2008 | Mount Lemmon         | Mt. Lemmon Survey    |
| 372962 | 2011 BL105             | 8 de febrer de 2002    | Kitt Peak            | Spacewatch           |
| 372963 | 2011 BY111             | 5 de novembre de 2005  | Kitt Peak            | Spacewatch           |
| 372964 | 2011 BT112             | 19 de desembre de 2001 | Kitt Peak            | Spacewatch           |
| 372965 | 2011 BS116             | 30 d'octubre de 2005   | Kitt Peak            | Spacewatch           |
| 372966 | 2011 BK119             | 14 d'octubre de 2001   | Kitt Peak            | Spacewatch           |
| 372967 | 2011 BV124             | 31 d'agost de 2005     | Kitt Peak            | Spacewatch           |
| 372968 | 2011 BP152             | 11 de gener de 2002    | Kitt Peak            | Spacewatch           |
| 372969 | 2011 CX                | 7 de setembre de 2008  | Mount Lemmon         | Mt. Lemmon Survey    |
| 372970 | 2011 CD2               | 27 de desembre de 2005 | Kitt Peak            | Spacewatch           |
| 372971 | 2011 CW10              | 28 d'agost de 2005     | Kitt Peak            | Spacewatch           |
| 372972 | 2011 CT14              | 20 de gener de 2006    | Kitt Peak            | Spacewatch           |
| 372973 | 2011 CV27              | 11 de desembre de 2006 | Kitt Peak            | Spacewatch           |
| 372974 | 2011 CE32              | 25 d'octubre de 2009   | Kitt Peak            | Spacewatch           |
| 372975 | 2011 CT33              | 22 d'agost de 2004     | Siding Spring        | Siding Spring Survey |
| 372976 | 2011 CF34              | 8 de desembre de 2010  | Mount Lemmon         | Mt. Lemmon Survey    |
| 372977 | 2011 CT34              | 26 de setembre de 2009 | Kitt Peak            | Spacewatch           |
| 372978 | 2011 CZ34              | 30 de setembre de 2009 | Mount Lemmon         | Mt. Lemmon Survey    |
| 372979 | 2011 CB49              | 15 de febrer de 1997   | Kitt Peak            | Spacewatch           |
| 372980 | 2011 CY49              | 6 de setembre de 2008  | Kitt Peak            | Spacewatch           |
| 372981 | 2011 CY53              | 23 de gener de 2006    | Kitt Peak            | Spacewatch           |
| 372982 | 2011 CB54              | 29 de setembre de 1995 | Kitt Peak            | Spacewatch           |
| 372983 | 2011 CP59              | 6 de maig de 2006      | Mount Lemmon         | Mt. Lemmon Survey    |
| 372984 | 2011 CS67              | 9 de setembre de 2004  | Socorro              | LINEAR               |
| 372985 | 2011 CT68              | 14 d'octubre de 2009   | Mount Lemmon         | Mt. Lemmon Survey    |
| 372986 | 2011 CS70              | 31 de desembre de 2005 | Kitt Peak            | Spacewatch           |
| 372987 | 2011 CF71              | 26 d'octubre de 2009   | Mount Lemmon         | Mt. Lemmon Survey    |
| 372988 | 2011 CK71              | 27 de març de 2000     | Kitt Peak            | Spacewatch           |
| 372989 | 2011 CE73              | 9 de març de 2003      | Anderson Mesa        | LONEOS               |
| 372990 | 2011 CJ74              | 10 d'octubre de 1996   | Kitt Peak            | Spacewatch           |
| 372991 | 2011 CN75              | 31 de desembre de 1997 | Kitt Peak            | Spacewatch           |
| 372992 | 2011 CQ76              | 14 de març de 2007     | Mount Lemmon         | Mt. Lemmon Survey    |
| 372993 | 2011 CP80              | 15 de març de 2004     | Kitt Peak            | Spacewatch           |
| 372994 | 2011 CD86              | 1 d'octubre de 2003    | Kitt Peak            | Spacewatch           |
| 372995 | 2011 CQ86              | 18 de setembre de 2009 | Kitt Peak            | Spacewatch           |
| 372996 | 2011 CD87              | 25 d'agost de 2004     | Kitt Peak            | Spacewatch           |
| 372997 | 2011 CC88              | 26 de gener de 2006    | Mount Lemmon         | Mt. Lemmon Survey    |
| 372998 | 2011 CW89              | 19 de novembre de 2009 | Mount Lemmon         | Mt. Lemmon Survey    |
| 372999 | 2011 CR90              | 3 de març de 2006      | Kitt Peak            | Spacewatch           |
| 373000 | 2011 CF92              | 27 de gener de 2006    | Mount Lemmon         | Mt. Lemmon Survey    |